# Serena Williams
Serena Jameka Williams (Saginaw, Míchigan, 26 de septiembre de 1981) es una exjugadora de tenis estadounidense ganadora de 23 títulos individuales en torneos Grand Slam (récord de la "Era Abierta"), con la hazaña de haber conquistado los 4 majors de manera consecutiva (no calendario) en dos períodos distintos de su carrera, 2002/2003 y 2014/2015. Serena ha ostentado la primera posición en el ranking WTA durante 319 semanas, teniendo el récord junto a Steffi Graf de semanas consecutivas en el máximo puesto del escalafón mundial, con 186 semanas, desde 2013 a 2016. Su hermana mayor, Venus (n. 1980), también es tenista profesional.
Serena está considerada como una de las mejores jugadoras de la historia, gracias a su gran fuerza física, mental y a sus poderosos golpes. Ha ganado un total de 39 títulos de Grand Slam: 23 de ellos individuales (récord en la era abierta entre mujeres), 14 en dobles femeninos (todos junto a su hermana Venus) y 2 en dobles mixtos (ambos junto a Max Mirnyi).
También ganó 23 títulos WTA Tier 1 y alcanzó 32 finales, y además obtuvo cinco WTA Finals. La estadounidense finalizó primera en las temporadas 2002, 2009, 2013, 2014 y 2015, segunda en 2008 y 2016 y tercera en 2003 y 2012.
Por otra parte, Serena logró cuatro medallas de oro en los Juegos Olímpicos, una Copa Federación y dos Copa Hopman. Además, es la única tenista en haber completado el Golden Slam de carrera en las dos modalidades (individuales y dobles).
El 28 de mayo de 2025, se alzó con el Premio Princesa de Asturias 2025, por su contribución al deporte y su «mentalidad ganadora».

## Biografía

### Datos personales
Serena es hija de Richard Williams (entrenador de tenis y entrenador de las dos hermanas) y Oracene Price; actualmente divorciados. Es la más joven de 5 hermanas, Yetunde, Isha, Lyndrea y Venus.
Cuando las cinco hermanas Williams eran niñas se mudaron a una casa humilde de Compton (un barrio donde abundan las pandillas), California. Su padre Richard solía llevar a sus cinco hijas a las canchas de tenis con la esperanza de que, algún día, al menos una de ellas pudiera alcanzar la gloria deportiva y poder así mudarse a un lugar mejor.
Desde temprana edad se convirtió en una de las mejores jugadoras jóvenes de California y, junto a su hermana Venus, compartió la cabeza de serie como las mejores jugadoras jóvenes de California por largos períodos.
Su entrenador actual es Patrick Mouratoglou y su preparador físico es Kerrie Brooks.
En la mañana del 14 de septiembre del año 2003, su hermana mayor Yetunde Price fue asesinada cuando estaba junto a un amigo pasando por el área de Compton, un suburbio de Los Ángeles en el cual crecieron las hermanas Williams. La victoria en el Abierto de Australia de 2007 la dedicaría a la memoria de su hermana Yetunde, con lágrimas en los ojos y notablemente emocionada, Serena agradeció a su Dios Jehová, a su hermana, a su madre y a todos cuantos creyeron en ella.
Profundamente religiosa de los testigos de Jehová, Serena es brutal en la cancha y “encantadora” en su vida privada. Apoyó a Barack Obama cuando se presentó a la presidencia, pero a la vez anunció que sus creencias religiosas le impedirían votarle.
En diciembre de 2016, Serena anuncia su compromiso con Alexis Ohanian, cofundador de la red social Reddit, con quien mantiene una relación desde el otoño de 2015. En abril de 2017, la tenista anuncia que está embarazada a través de una imagen en Snapchat. El 1 de septiembre de 2017 se convirtió en mamá de una niña llamada Alexis Olympia Ohanian Jr y durante la Met Gala 2023, anuncia que está embarazada. Su segunda hija, Adira River Ohanian, nació en agosto de 2023.

### Sus inicios
Tanto Venus como Serena eran llevadas a las canchas públicas de tenis en Compton, California para entrenar. Cuando Serena tenía cuatro años y medio de edad ganó su primer torneo y antes de cumplir los 10, ya había participado en 49 torneos y ganado 46 de ellos. En un momento, reemplazó a su hermana Venus como la jugadora número 1 menor de 12 años en California.
En 1991 Richard Williams, diciendo que esperaba proteger a sus hijas del racismo, dejó de enviarlas a los torneos de tenis nacionales "junior" y Serena comenzó a acudir a una escuela de tenis gestionada por el jugador profesional Rick Macci. Micci ya había ayudado en las carreras de Jennifer Capriati y Mary Pierce entre otras. Pronto Richard, quien había hecho un trato en nombre de sus hijas con una importante compañía de ropa, fue capaz de mudar al resto de la familia a West Palm Beach, Florida, para estar cerca de Serena y Venus.
Serena se convirtió en profesional en septiembre de 1995, a la edad de 14 años. Debido a su edad no le fue permitido jugar en torneos patrocinados por la WTA y al principio debió participar solo en eventos que no fueran de dicha organización. Su primera participación profesional fue el Bell Challenge en Quebec, en el que fue vencida en menos de 1 hora de juego, por supuesto ella no abandonó y luego comenzó a ganar partidos. Siguió jugando, pero no tuvo mucho éxito hasta 1997, cuando saltó del n.º 453 del ranking mundial al n.º 304.

### 1997
En 1997, clasificada número 304 del mundo, venció a la número 2 y 5 del mundo, Monica Seles y Mary Pierce respectivamente, en el Abierto de Ameritech en Chicago aunque en semifinales fue derrotada por la número 3 mundial, Lindsay Davenport por un ajustado 6-4 y 6-4. Terminó ese año dentro del top 100, en el puesto número 99.

### 1998
Serena comenzó su segundo año en el circuito WTA jugando el primer torneo del año, en Sídney como clasificada en el puesto 96.º del ranking femenino. En dicho torneo después de pasar 5 rondas ganó a la número 2 mundial, Lindsay Davenport en cuartos de final aunque cayó en semifinales contra la número 5, Arantxa Sánchez Vicario por un claro 6-2 y 6-1. Después de dicha semifinal afrontó el primer Grand Slam de su vida, el Abierto de Australia aunque cayó rápido, en 2.ª ronda a manos de su hermana Venus Williams por un 7-6 y 6-1.
El resto de la temporada lo más alto que llegó fue 6 veces a cuartos de final, en los torneos de Oklahoma, Miami, Roma (en el que ganó a la número 7 mundial Conchita Martínez), Eastbourne, Manhattan Beach (ganando en 2.ª ronda a la 7.ª del mundo Sandrine Testud) y Filderstadt (ganando en la 2.ª ronda a la 3.ª del mundo Jana Novotná).
Participó también al lado del argentino Luis Lobo en los dobles mixtos del Torneo de Roland Garros finalizando segundos por detrás de su hermana Venus y Justin Gimelstob. Tras finalizar dicho torneo Serena cambió de pareja y se dispuso a jugar junto al bielorruso Max Mirnyi con el cual obtendría los títulos de Grand Slam de Wimbledon y Abierto de Estados Unidos. En la categoría de dobles, con su hermana Venus obtendría los títulos de Oklahoma y Zúrich.

### 1999
Después de derrotar a la n.º 2 y n.º 7 del mundo Serena se enfrentó a Amélie Mauresmo (n.º 6) para ganar el torneo de París el mismo día que Venus ganaba el torneo de Oklahoma, de esta forma serían las primeras hermanas de la historia del tenis profesional en ganar dos títulos en la misma semana. En Indian Wells Serena que estaba la número 21 del ranking explotó toda su calidad para imponerse a tres top-10 como Lindsay Davenport (n.º 2), Mary Pierce (n.º 8) y ganar en la final a Steffi Graf (n.º 7).
Con apenas 17 años ganó 5 títulos (París, Indian Wells, Manhattan Beach, Abierto de Estados Unidos y la Grand Slam Cup), incluyendo su primer Grand Slam, el Abierto de Estados Unidos, ganando en las tres últimas rondas a la número 4 del mundo Mónica Seles, a la número 2 Lindsay Davenport y a la número 1 Martina Hingis. De esta manera se convirtió en la primera ganadora afroamericana desde Althea Gibson en 1958. Al día siguiente se proclamó también ganadora del dobles junto a su hermana Venus con la que también había ganado ese año el dobles de Roland Garros y del torneo de Hamburgo. Al final de la temporada había ascendido hasta el puesto número 4 justo en su tercera temporada completa.

### 2000
En el primer Grand Slam de la temporada, Australia, no pudo más que llegar hasta la 4.ª ronda al verse superada por Yelena Líjovtseva pero el año no comenzó mal para Serena adjudicándose el torneo de Hannover en febrero ante Denisa Chládková aunque una inoportuna lesión vio truncada su progresión y únicamente pudo jugar 11 torneos en toda la temporada.
Retornó para disputar y alcanzar las semifinales de Wimbledon viéndose superada únicamente por su hermana Venus con la cual se adjudicaría la victoria en la categoría de dobles. El siguiente torneo, Los Ángeles, se le adjudicó ganando en la final a Martina Hingis en semifinales y a Lindsay Davenport en la final pero otra vez se tuvo que retirar por lesión y esta vez en la final de Montreal contra Martina Hingis.
Retornó para jugar el Abierto de Estados Unidos pero se vio superada por su compatriota Lindsay Davenport en los cuartos de final. Pese a eso el fin de temporada fue bastante destacado proclamándose ganadora y medalla de oro junto a su hermana Venus en los dobles de los Juegos Olímpicos de Sídney 2000 y ganadora del torneo Princess Cup de Tokio.

### 2001
La temporada empezó para Serena perdiendo los dos primeros torneos del año contra Martina Hingis en los cuartos de final de Sídney y del Abierto de Australia aunque este último se le adjudicaría en la categoría de dobles con su hermana Venus. El siguiente torneo que jugó fue Indian Wells y se le adjudicaría después de ganar por 4-6, 6-4 y 6-2 a Kim Clijsters.
A partir del citado torneo cayó derrotada en Miami, Roland Garros y Wimbledon a manos de Jennifer Capriati aunque en este último por lo menos se pudo adjudicar el dobles con su hermana Venus. Para entonces la rivalidad entre Capriati y Serena era cada vez mayor y se volvieron a encontrar en la final de Toronto donde Serena salió vencedora por 6-1, 6-7 y 6-3 en un partido trepidante.
Después de Toronto, Serena volvió después de dos años a una final de un Grand Slam, para recuperar su trono del Abierto de Estados Unidos. Fue ganando sucesivamente a las mejores del mundo, Justine Henin, Lindsay Davenport y Martina Hingis pero en la final no pudo contra su propia hermana que la ganó fácilmente 6-2 y 6-4 para adjudicarse su segundo Abierto de Estados Unidos consecutivo. Al final del año Serena se adjudicó el WTA Tour Championships ante Lindsay Davenport que no pudo jugar el partido debido a una lesión por lo que Serena se llevó el título sin disputar la final.

### 2002

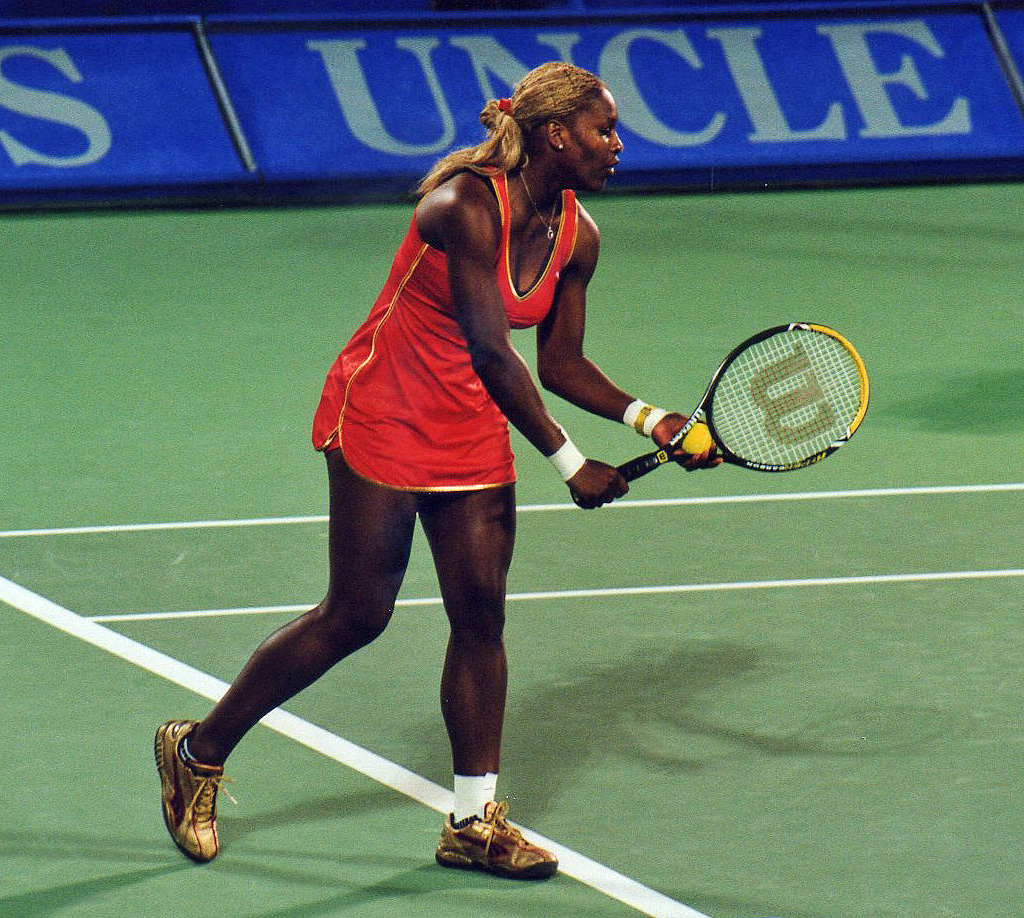
Serena en los cuartos de final del torneo de Sídney.

El 2002 ha sido sin ninguna duda el mejor año de Serena en el circuito de la WTA, durante el año ganó 3 Grand Slams seguidos: Roland Garros, Wimbledon y el Abierto de Estados Unidos. Además ganó 8 de los 11 torneos a los que se presentó, siendo finalista en otros dos, con un balance de 56 victorias y solo 5 derrotas y se convirtió en número 1 del mundo durante 57 semanas consecutivas.
Este año sus grandes rivales volvieron a ser su hermana mayor Venus, Jennifer Capriati, Kim Clijsters y Justin Henin contra las que se enfrentó en 9 finales ganando las tres contra Venus (Roland Garros, Wimbledon y Abierto de Estados Unidos), las dos contra Capriati (Scottsdale y Miami), una de las dos contra Clijsters (Toyota Princess Cup) y una de las dos contra Henin (Roma). En la categoría de dobles ganó con su hermana Venus por segunda vez el título de Wimbledon además de ganar, en esta ocasión con Alexandra Stevenson en Leipzig cuyo título también se había adjudicado individualmente ante Anastasia Mýskina en el último título que ganó ese año en septiembre.

### 2003
Al comienzo del año 2003 se alzó con el título de la Copa Hopman junto a Maksim Mirni aunque durante todo el año solo disputó 8 torneos de los cuales 5 acabó ganándolos, disputó otra final y 2 que perdió en semifinales.
De igual forma continuó con su impresionante racha, ganando a principios de año el Abierto de Australia, consiguiendo así de forma consecutiva los 4 Grand Slams, convirtiéndose en la séptima jugadora de la historia en conseguirlo, después de leyendas del tenis femenino como Maureen Connolly, Margaret Smith Court, Martina Navratilova, Billie Jean King y Steffi Graf. Pero no fue solo el título individual sino que además se adjudicó el dobles con su hermana por 4-6, 6-4, 6-3 contra Virginia Ruano Pascual y Paola Suárez.
Desde enero del 2002 los siguientes Grand Slam habían sido todos finales entre las hermanas Williams pero en Roland Garros, Venus perdió contra Vera Zvonariova y Serena perdió contra Justine Henin con lo que la racha se vio truncada. En este partido contra Henin hubo mucha controversia y expectación por las decisiones del juez y por los ánimos del público que se pusieron del lado de Henin. En la entrevista después del partido Serena diría que no le gustó el comportamiento de su rival en el último set del partido.
Ese mismo año repitió título en Wimbledon otra vez contra su hermana y ganó también los títulos de París y Miami perdiendo la final de Charleston contra su gran rival del año, Justin Henin.

### 2004

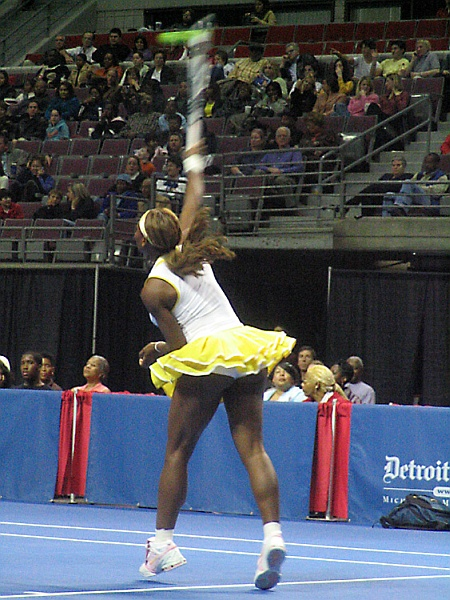
Serena en el Tour Championship 2004.

Este año 2004 fue un duro año para ella ya que tuvo varias lesiones, por ejemplo renunció al Abierto de Australia para continuar la recuperación de la rodilla. A pesar de ello retornó en el Masters de Miami ganando entre otras a María Sharápova, Eleni Daniilidou y finalmente a Yelena Deméntieva por 6-1 y 6-1 para hacerse con el título. Llegó a cuartos de final del Torneo de Roland Garros donde cayó con Capriati y alcanzó la final de Wimbledon, que perdió contra Sharápova.
Pero el 30 de julio, disputando los cuartos de final de San Diego ante Vera Zvonariova sufrió otra lesión en la rodilla izquierda que la obligó a retirarse del torneo. El 1 de agosto anunciaría la renuncia a participar en el Masters de Canadá y posteriormente la misma lesión la obligaría a renunciar a los Juegos Olímpicos de Atenas 2004.
Volvió en septiembre y se quedó en los cuartos de final del Abierto de Estados Unidos siendo eliminada otra vez contra Capriati en un polémico partido por las decisiones del juez. Para terminar el año ganó en Pekín y llegó a la final del WTA Championship en el que cayó otra vez contra Sharápova en una final que ganaba por 4-0 en el tercer set y donde sufrió unos problemas estomacales que la provocaron perder los 6 juegos restantes.
Fue un año difícil por las lesiones y por no ganar ningún Grand Slam aunque ganó dos títulos y llegó a la final de otro más (Los Ángeles). En total disputó 12 torneos con dos victorias, tres finales perdidas y una semifinal siendo la número 8 mundial después de haber estado 8 meses fuera del circuito por diversas lesiones.

### 2005
El año 2005 comenzó como había acabado el anterior, con el rumor de que Serena se dedicaba más a su afición a la moda que a sus entrenamientos, pero Serena resurgió ganando el Abierto de Australia por segunda vez consiguiendo su séptimo título de Grand Slam. De esta forma se convirtió en la jugadora en activo con más Grand Slams.
Pero a partir de ese título ganado a Lindsay Davenport las lesiones y sus otras aficiones la apartaron de las pistas, o por lo menos al nivel tan alto al que estaba acostumbrada. En total disputó 10 torneos y exceptuando el ya citado Abierto de Australia en el resto de torneos lo más alto que llegó fue a semifinales en Dubái y a cuartos en París, Miami y Amelia Island. Participó como en ella es habitual en Wimbledon y en el Abierto de Estados Unidos pero fue eliminada en 3.ª y 4.ª ronda respectivamente. En la rueda de prensa posterior al partido perdido contra Jill Craybas en Wimbledon, Serena rompió a llorar ya que había llegado con diversas molestias y con una fractura por estrés en el tobillo.
Después de perder en el Abierto de Estados Unidos contra su hermana Venus jugó el torneo de Pekín en el cual perdió en 2.ª ronda contra Tian Tian Sun viéndose forzada a no jugar el resto del 2005 para recuperarse de sus lesiones en el tobillo y la rodilla.

### 2006

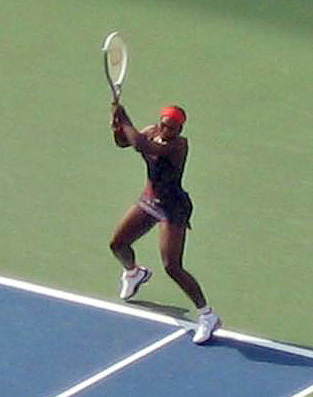
Serena en el Abierto de Estados Unidos de 2006.

Durante la temporada 2006 solo jugó cuatro torneos, el primero de ellos el Abierto de Australia en que fue eliminada en 3.ª ronda a manos de Daniela Hantuchová. Una vez terminado el torneo surgieron de nuevo los rumores acerca del cansancio de Serena por el tenis lo cual ella negó. Por primera vez en años Serena salió del top-50 del ranking mundial y posteriormente se dio de baja en los torneos de Amberes, Dubái y Miami. Para entonces ya estaba fuera del top-100 mundial por primera vez en una década y renunció a su vez a disputar el Torneo de Roland Garros y el Torneo de Wimbledon por una lesión crónica en la rodilla.
Serena anunció que no estaría antes del final del verano según recomendaciones médicas pero aceptó "wildcards" para jugar los torneos de Cincinnati y de Los Ángeles en los cuales alcanzó las semifinales. En Cincinnati cayó ante Vera Zvonariova por 6-2 y 6-3 pero anteriormente había ganado a la n.º 11 mundial Anastasia Mýskina. Como resultado de alcanzar las semifinales pasó de estar la 139 del ranking mundial al puesto 108. En Los Ángeles ante Jelena Janković perdió por 6-4 y 6-3 consiguiendo derrotar anteriormente a su verdugo en el Abierto de Australia, Daniela Hantuchová.
Un mes después recibió una "wildcard" para disputar el Abierto de Estados Unidos y fue incluida en el cuadro femenino como la 79.ª del ranking. Fue la primera vez desde el año 98 que Serena no era cabeza de serie de un Grand Slam y consiguió superar las tres primeras rondas contra cabezas de serie (Daniela Hantuchová o Ana Ivanović) aunque no pudo superar la 4.ª ronda debido a la derrota contra Amélie Mauresmo por 6-4, 0-6 y 6-2.

### 2007
Reapareció en 2007 declarando que estaba aún para grandes cosas y que volvería a la cima. Después de 4 meses de inactividad en su primer torneo del 2007, en Australia, en el torneo de Hobart, perdió en cuartos de final. Este torneo le sirvió de preparación para lo que sería su reencuentro con un torneo que había ganado en dos ocasiones (2003 y 2005): el Abierto de Australia.
En Australia, pasaría sin problemas la primera y la segunda ronda. En tercera ronda se vería las caras con la potente jugadora rusa Nadia Petrova, número 6 del mundo, y preclasificada favorita número 5 del torneo. Después de un fatal 6-1 a favor de la rusa, la menor de las Williams sobrevivió sorprendentemente para darle la vuelta al partido y terminar ganándolo en los dos sets siguientes en los que obtendría un 7-5 y 6-3. En la ronda de octavos de final tendría enfrente a la jugadora serbia Jelena Janković (n.º 11), quien venía de ganar en Auckland y de ser finalista en Sídney. Contra todos los pronósticos, Serena se llevó el partido en poco más de hora y media de juego, quebrando en varias ocasiones el servicio de su oponente y cediendo el suyo en una sola ocasión. El marcador final sería de 6-2 y 6-3. En cuartos de final, jugaría frente a la número 17 del mundo la israelí Shahar Pe'er, quien a sus 19 años venía de conseguir dos hechos históricos para su país: se convertía en la primera mujer en la historia de Israel que lograba llegar a cuartos de final de un Grand Slam y además había ganado en su partido de octavos de final a la número 3 del torneo: Svetlana Kuznetsova.

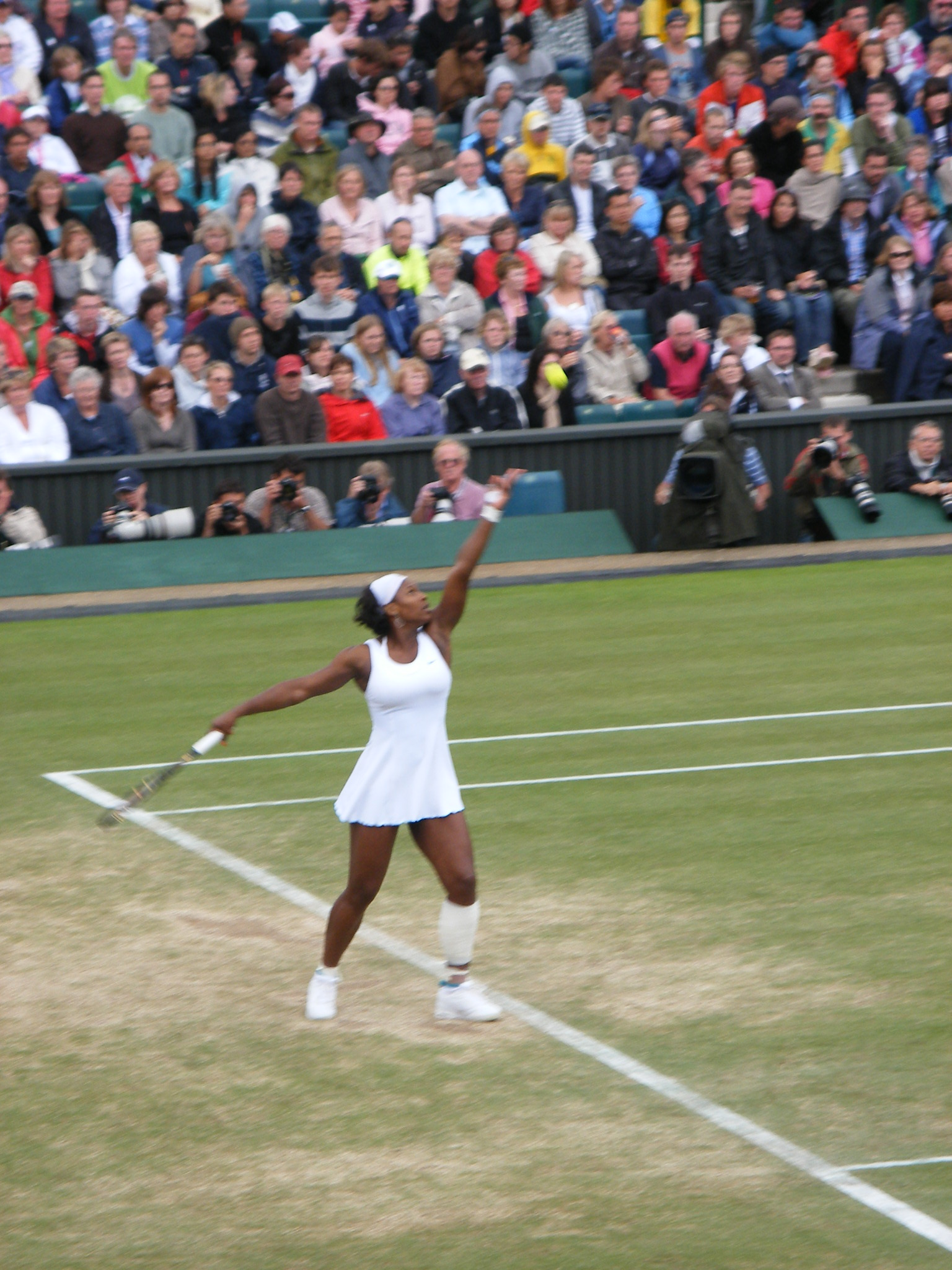
Serena sacando en el partido que la enfrentó a Justine Henin en el Campeonato de Wimbledon de 2007.

Después de caer rápidamente en el primer set por 6-3, tras ceder su servicio, vendría su rápida reacción para ganar el segundo por marcador de 6-2. El tercer set fue realmente vibrante, pues Serena dejaría escapar una pequeña ventaja de quiebre y pasaría de estar 1-4, a quedar 4-4. Inmediatamente después con empate de 5-5, la israelí quebraría el servicio de la estadounidense para poner las cosas 6-5, aunque esto no fue suficiente para ganar, pues Serena ganaría los siguientes juegos (incluido su servicio en blanco) y terminar ese tercer set y el partido con marcador de 8-6. Así, lograría después de dos años exactos una nueva semifinal en un Grand Slam, algo que no ocurría desde que ganara en Melbourne en el 2005. En semifinales derrotó, en solo dos sets a Nicole Vaidišová (n.º 10), quien se quedaría en el camino en su segunda semifinal en un Grand Slam, por marcador de 7-6 y 6-4, en parte gracias al errático juego que desplegó la entonces jugadora de 17 años. Así, Serena daría un nuevo anuncio de que su estado físico actual y su inactividad en el 2006 no sería impedimento para volver a alcanzar la gloria.
En la final -su tercera en el torneo oceánico- con un gran juego, potentes tiros y demostrando gran habilidad, Serena derrotó a la rusa María Sharápova con un 6-1 y 6-2. La estadounidense logró desquitarse por la final que perdiera hacía dos años y medio ante la misma en Wimbledon. Finalizó el torneo además con el saque más potente (una media de 180 km/h y un máximo de 202 km/h) y con el mayor número de aces: 47 en total.
La victoria que se prolongó por 63 minutos, fue la segunda final más corta en toda la historia del prestigioso torneo y la más dominante desde que la alemana Steffi Graf venciera a la española Arantxa Sánchez Vicario por 6-0 y 6-2 en 1994. Serena respondería así a la llamada del tenis femenino de su país, que utilizó como portavoz nada menos que a Chris Evert. La legendaria exjugadora le escribió una carta abierta titulada "Querida Serena" en la revista "US Tennis" el anterior año. "Entiendo que ser una persona muy completa sea importante para ti, pero me asalta una pregunta: ¿Has considerado alguna vez tu sitio en la historia?". "Tú eres muy buena en muchas cosas, pero no sé cómo se puede comparar actuar y diseñar ropa con el orgullo de ser la mejor jugadora de tenis del mundo". Poco tiempo después otra leyenda del tenis, Martina Navratilova, criticó en el Miami Herald la actitud de Serena.
Su siguiente torneo fue el Masters de Miami, el cual ya había ganado en 2002, 2003, y 2004. En su partido de tercera ronda contra la joven checa Lucie Šafářová, un espectador gritó insultos racistas contra ella desde la grada por lo cual fue expulsado del torneo. Williams ganó el partido 6-3, 6-4 pero acabó visiblemente afectada por el hecho. En la cuarta ronda, Williams derrotó a la segunda en el ranking, Sharápova, por un aplastante 6-1, 6-1 y, en los cuartos de final, a la octava cabeza de serie Nicole Vaidišová 6-1, 6-4. En el partido de semifinales, Williams se encontró con la 16.º jugadora mundial, la israelí Shahar Pe'er, derrotándola 7-6, 6-1. En la final contra la número 1 del mundo Justine Henin, Williams estuvo contra las cuerdas, pero finalmente logró derrotarla con marcador de 0-6, 7-5 y 6-3 después de perder el primer set en menos de media hora de partido, Williams no se rindió y luchó punto por punto en el segundo set. Sin embargo, estando 4-5 y 15-40 en el servicio de Justine, Serena buscó con sus tiros los errores de la belga. Después de salvar dos puntos de partido, Serena ganó los 3 siguientes juegos, así como los tres primeros del tercer set, ganando así el segundo set 7-5. Se adelantó 3-0 en el tercero pero Justine recuperó el set hasta 3-3. Ahí Serena consiguió fácilmente el 4-3, y por un error de Henin con su servicio, Serena logró el 5-3. Después de recuperarse de un 0-40 abajo, ganó el partido en el primer punto de partido que dispuso. Su récord de victorias en Miami es de 41-5. Con esta victoria ascendió hasta la posición 11 del escalafón mundial y se embolsó dos de los 5 torneos más importantes del mundo: el Abierto de Australia y el llamado "quinto gran slam", el torneo de Cayo Vizcaíno en Miami.

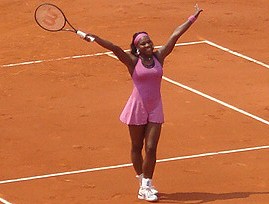
Serena en el Torneo de Roland Garros de 2007.

Después de ganar en Miami disputó el siguiente torneo, en Charleston, pero fue eliminada en el primer partido por la taiwanesa Yung-jan Chan. Cuando el partido iba 5-3 (a favor de la taiwanesa), Serena se tuvo que retirar del torneo debido a una lesión en el muslo derecho. Después de este contratiempo se presentó a jugar contra Bélgica en la Copa Federación y a continuación el torneo sobre tierra batida de Roma. Solamente pudo alcanzar los cuartos perdiendo contra Patty Schnyder por 6-3, 2-6 y 7-6(5). Este torneo le sirvió de preparación para el Torneo de Roland Garros en el cual era la principal favorita junto a la anterior campeona, Justine Henin. El emparejamiento del torneo deparó un encuentro entre las dos en cuartos de final de donde saldría casi con total seguridad la futura campeona del torneo y así fue, Henin ganó a Serena 6-4 y 6-3 y posteriormente se adjudicaría el título.
El siguiente torneo a disputar era Wimbledon y llegaba como en Roland Garros, como principal favorita junto a Justine Henin pero otra vez el sorteo las iba a enfrentar en cuartos de final si ninguna de las dos perdía antes. Serena comenzó el torneo ganando a la española Lourdes Domínguez por 7-5 y 6-0 en la 1.ª ronda del torneo. En la segunda se enfrentó a Alicia Molik a la que derrotó no sin dificultades por 7-6 (7-4) y 6-3 para poder disputar ante la venezolana Milagros Sequera la tercera ronda. Pasó sin grandes apuros (6-1, 6-0) hasta los octavos de final contra Daniela Hantuchová donde tuvo que emplearse a fondo para terminar ganando por 6-2, 6-7 y 6-2. Llegados los cuartos de final como era de prever Justine estaba esperando y volvió a repetirse la historia de Roland Garros. Serena apareció con un aparatoso vendaje en la pierna izquierda debido a una lesión producida en el partido contra Hantuchová y poco pudo hacer contra la n.º 1 mundial, el resultado fue de 6-4, 3-6 y 6-3. Serena hizo 8 saques directos y llegó a alcanzar los 198 km/h pero no fue suficiente. En los dobles femeninos después de recibir una invitación de la organización y de ganar la primera ronda tuvieron que retirarse debido esto por la lesión de Serena.
Dos meses después de perder ante Justin, Serena retorna directamente para jugar el siguiente Grand Slam, el Abierto de Estados Unidos. En las primeras rondas gana a la alemana Angelique Kerber, a la italiana Maria Elena Camerin, a la rusa Vera Zvonariova y a la francesa Marion Bartoli a todas ellas en dos sets para pasar a los cuartos de final donde se enfrentó a Justine Henin, la número 1 del mundo en la que sería la 3.ª vez consecutiva en los últimos tres grand slam. En el primer set Serena tuvo un punto de set pero no lo aprovechó y perdió el primer set y más tarde el segundo por 6-1 para despedirse del torneo ante su "bestia negra" del año.
Una vez recuperada de sus molestias retornó al circuito al mes siguiente para el torneo de Stuttgart. En las primeras rondas derrotó a Zuzana Ondraskova y Julia Vakulenko para caer derrotada en los cuartos de final ante la rusa Svetlana Kuznetsova por 6-3 y 6-3. Tras este traspiés la siguiente semana jugó el torneo de Moscú derrotando en las primeras rondas a Tatiana Perebiynis, y a Nicole Vaidišová para enfrentarse en la semifinal ante Svetlana Kuznetsova que la había ganado una semana antes en Stuttgart. En esta ocasión tras un primer set difícil Serena se impuso por 7-6(2) y 6-1. Tras esta victoria se enfrentaría a Yelena Deméntieva por el título, partido en el cual fue derrotada por 5-7 6-1 y 6-1 perdiendo la final pero ascendiendo hasta el 6 lugar en la clasificación de la WTA.
La semana siguiente disputó el torneo de Zúrich y en la primera ronda ante Patty Schnyder se retiró como consecuencia de una lesión en el muslo derecho. Como colofón a la temporada Serena reapareció para el Masters femenino que se disputaba en Madrid. Fue encuadrada en el grupo amarillo junto a Justine Henin (que a la postre ganaría el torneo), Jelena Janković y Anna Chakvetadze. En el primer partido ante Chakvetadze se retiró del torneo debido a una lesión de la rodilla izquierda.

### 2008

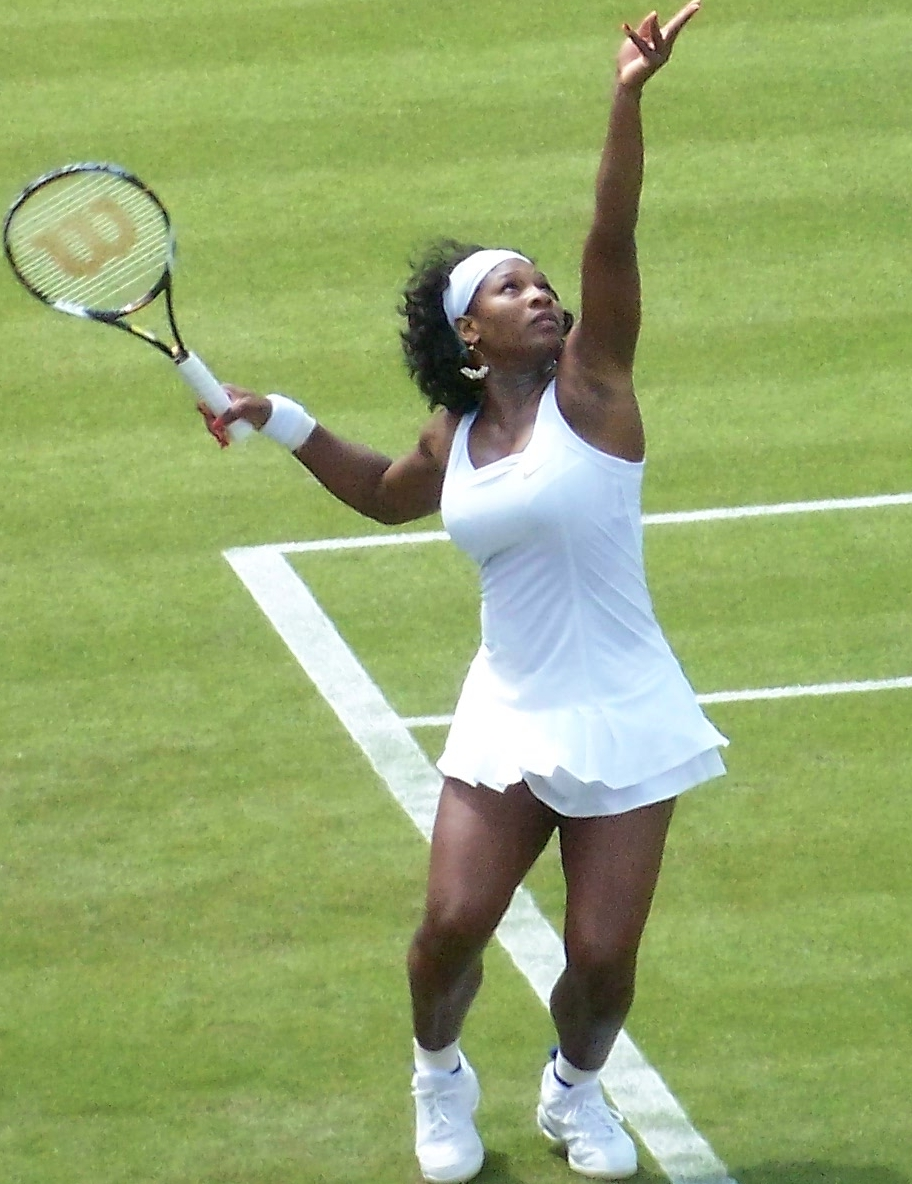
Serena en la pista 1 durante su partido de primera ronda ante Kaia Kanepi en el Campeonato de Wimbledon de 2008.

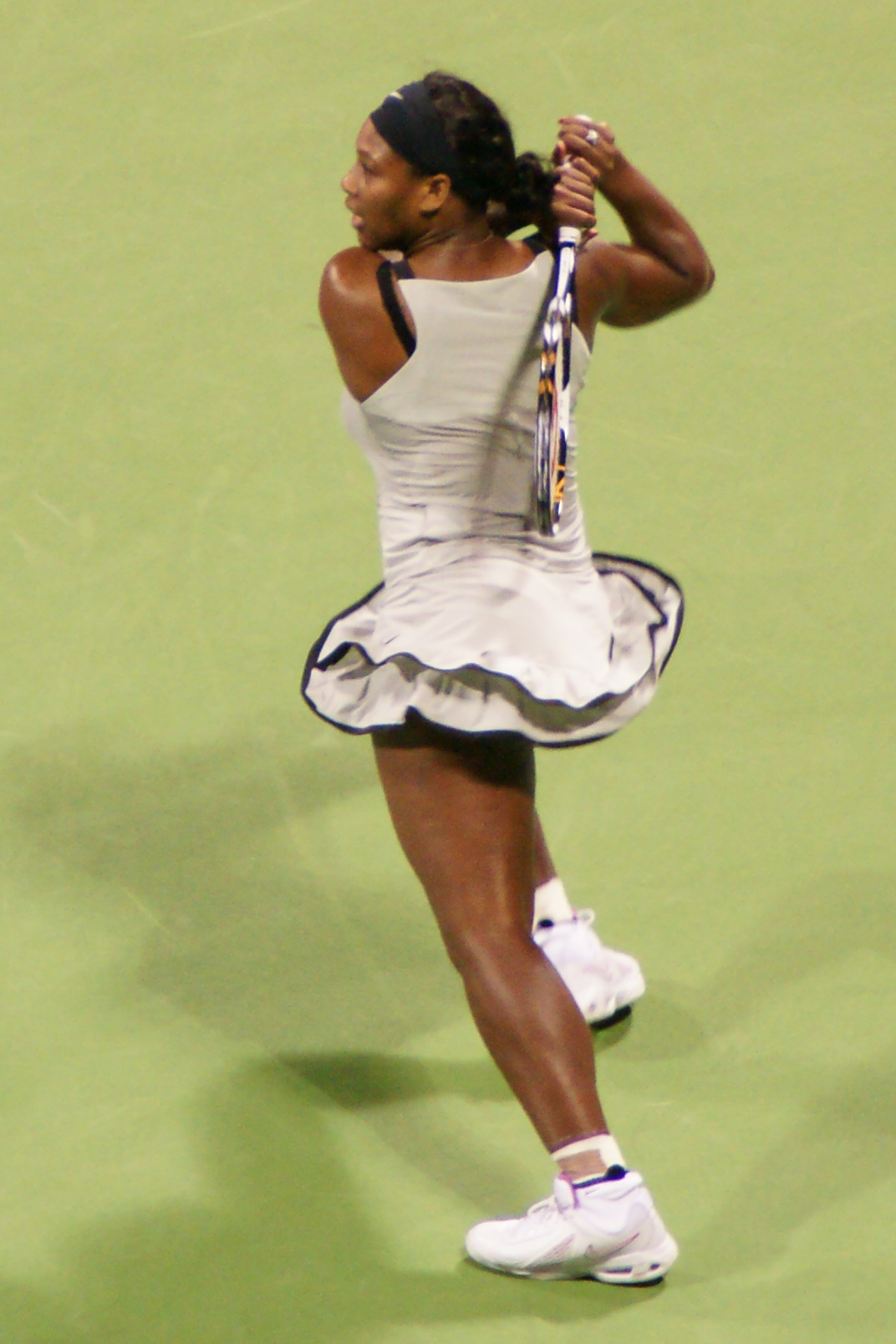
Serena en el WTA Tour Championships de 2008.

Serena comenzó la temporada participando dentro del equipo de los Estados Unidos para disputar la Copa Hopman en Perth, Australia. Al comienzo del torneo Serena no pudo acudir debido a una lesión por lo que su sustituta fue Meghann Shaughnessy durante el partido ante la India. En el siguiente partido del grupo ante la República Checa, Serena venció a Lucie Šafářová en el partido individual y en el dobles junto a Mardy Fish se impusieron por retirada de los rivales. En el último partido de grupo ganaron otra vez por 3-0 a Australia, Serena ganó el individual ante Alicia Molik y otra vez junto a Mardy Fish ganaron el dobles mixto. Por lo tanto la final sería ante Serbia donde Jelena Janković no pudo disputar su partido individual ante Serena para reservarse para el mixto pero no fue suficiente y Serena y Fish ganaron para Estados Unidos su quinto trofeo (2.º para Serena).
En el Abierto de Australia, no pudo repetir la victoria de la temporada anterior y quedó eliminada en cuartos de final ante la serbia Jelena Janković, antes Serena había eliminado a Nicole Vaidišová, Victoria Azarenka, Meng Yuan y Jarmila Gajdošová. En los dobles junto a su hermana Venus solo pudieron llegar hasta cuartos de final donde fueron eliminadas por las número 7 del mundo, las chinas Yan Zi y Zheng Jie.
Volvió al circuito a comienzos del mes de marzo para disputar el Torneo de Bangalore (Tier-II), en la India. En las semifinales se tuvo que enfrentar una vez más (15.ª vez en su carrera) a su hermana Venus a la que derrotó en un partido muy igualado por 6-3, 3-6 y 7-6(4). Ya en la final se enfrentaba a la suiza Patty Schnyder y la ganó por 7-5 y 6-3 para adjudicarse el trofeo y 95.500 dólares.
En siguiente torneo en el que toma parte es en el Masters de Miami. Antes del comienzo disputa como espectáculo, un partido ante Rafael Nadal. Durante el torneo se enfrentó, en octavos de final a Kaia Kanepi a la que ganó por 6-3 y 6-3, en la siguiente ronda se enfrentó una vez más con la número 1 mundial, Justine Henin, a la que venció fácilmente por 6-2 y 6-0, en semifinales la rival era Svetlana Kuznetsova ante la que también venció por 3-6, 7-5 y 6-3 para llegar a la final ante, Jelena Janković. El partido fue duro pero consiguió imponerse por 6-1, 5-7 y 6-3 adjudicándose su quinto título en el Masters Series de Miami igualando el récord de Steffi Graf.
Ese mismo mes también se adjudicó el Torneo de Charleston ante la rusa, Vera Zvonariova, a la cual ganó en tres sets por 6-4, 3-6 y 6-3. En mayo disputó los torneos de Berlín y Roma pero en ambos cayó derrotada en cuartos de final ante Dinara Sáfina y Alizé Cornet respectivamente. En el siguiente Grand Slam, Roland Garros, cayó derrotada en la tercera ronda ante Katarina Srebotnik y en Wimbledon alcanzó la final ante su hermana Venus ante la que fue derrotada claramente por 7-5 y 6-4. Además las dos finalistas disputaron los dobles femeninos en los cuales se adjudicaron el título ante Lisa Raymond y Samantha Stosur. Su siguiente torneo fue Stanford en el cual tuvo que retirarse en las semifinales debido a una lesión en la rodilla.
En su participación en los Juegos Olímpicos de Pekín 2008, Serena logró la medalla de oro en el torneo de dobles femenino junto a su hermana Venus, imponiéndose en la final a la pareja española formada por Vivi Ruano y Anabel Medina. También disputó los individuales pero fue derrotada en cuartos de final ante la rusa Yelena Deméntieva. En el último Grand Slam de la temporada, el Abiertos de los Estados Unidos, se impuso en octavos de final a Séverine Brémond, en cuartos a su hermana Venus, en las semifinales a Dinara Safina y en la final a Jelena Jankovic sin perder en todo el torneo un solo set.
Tras esta victoria volvió para disputar el torneo de Stuttgart pero fue eliminada en su primer partido por Li Na. Su último torneo de la temporada fue el WTA Tour Championships disputado en Doha, pero una lesión abdominal la obligó a retirarse del torneo cuando ya había disputado los dos primeros encuentros, donde perdió ante Venus en el primer partido y ganó a Dinara Safina en el segundo.

### 2009

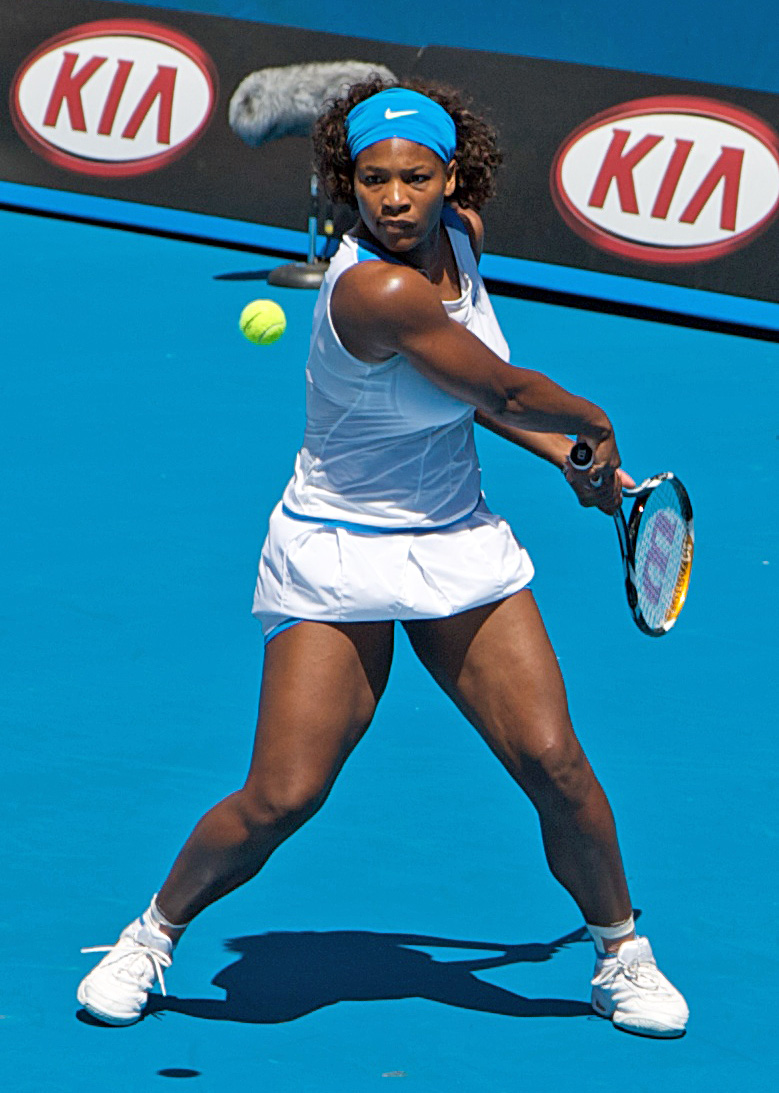
Serena en el Abierto de Australia 2009.

En el comienzo del año disputó su primer torneo de preparación para el Grand Slam de Australia en Sídney pero fue derrotada en semifinales ante Yelena Deméntieva. Ya en Melbourne derrotó en cuartos de final a Svetlana Kuznetsova y en semifinales a Yelena Deméntieva por 6-3 y 6-4, con lo que disputó la final ante Dinara Sáfina, en un duelo por ser la número uno del mundo. Serena se adjudicó el partido por 6-0 y 6-3 con lo que ganó su décimo título individual de Grand Slam, además de volver a ser la número uno del mundo. El día anterior también se había adjudicado junto a su hermana Venus el título de dobles.
Tras ese título, perdió en las semifinales del Torneo de Dubái ante Venus, que fue su décima derrota ante ella en 19 encuentros. Sin embargo, algunas semanas más tarde Serena eliminó en semifinales de Miami a su hermana y mantuvo con esta victoria el número uno. En la final tuvo la oportunidad de ser la primera persona en adjudicarse el torneo en seis ocasiones pero perdió ante Victoria Azarenka. Tras esta derrota, la siguieron otras tres consecutivas en los primeros partidos de los siguientes tres torneos en tierra batida lo que significó la peor racha de su carrera. Tras estas derrotas perdió también el número uno en favor de Dinara Sáfina el 20 de abril y comenzó el Campeonato de Roland Garros sin ganar ni un solo partido en tierra batida. A pesar de eso alcanzó los cuartos de final y perdió ante la ganadora del torneo, Kuznetsova por 7-6 (4), 5-7 y 7-5.
En Wimbledon, derrotó a la octava clasificada, Azarenka por 6-2 y 6-3 en los cuartos de final, a la cuarta clasificada, Deméntieva en las semifinales por 6-7 (4), 7-5 y 8-6 y a su hermana Venus en la final, Serena por 7-6 (3) y 6-2, perdiendo únicamente ocho puntos en su servicio. Esta victoria le otorgó su tercer título de Wimbledon y su undécimo Grand Slam. Además, junto con Venus se adjudicaron por segundo año consecutivo el título de dobles, su noveno de Grand Slam. En el Abierto de los Estados Unidos cayó en semifinales contra Kim Clijsters en un polémico final de partido donde atacó verbalmente a una juez de línea por pitarle falta de pie. Por ello fue sancionada con 175.000 dólares a finales de noviembre. A final de temporada disputó con las 8 mejores el WTA Tour Championships donde ganó sus 3 partidos del round robin, la semifinal contra una Caroline Wozniacki muy mermada físicamente y la final contra su hermana Venus para hacerse con su segundo torneo de este tipo.

### 2010

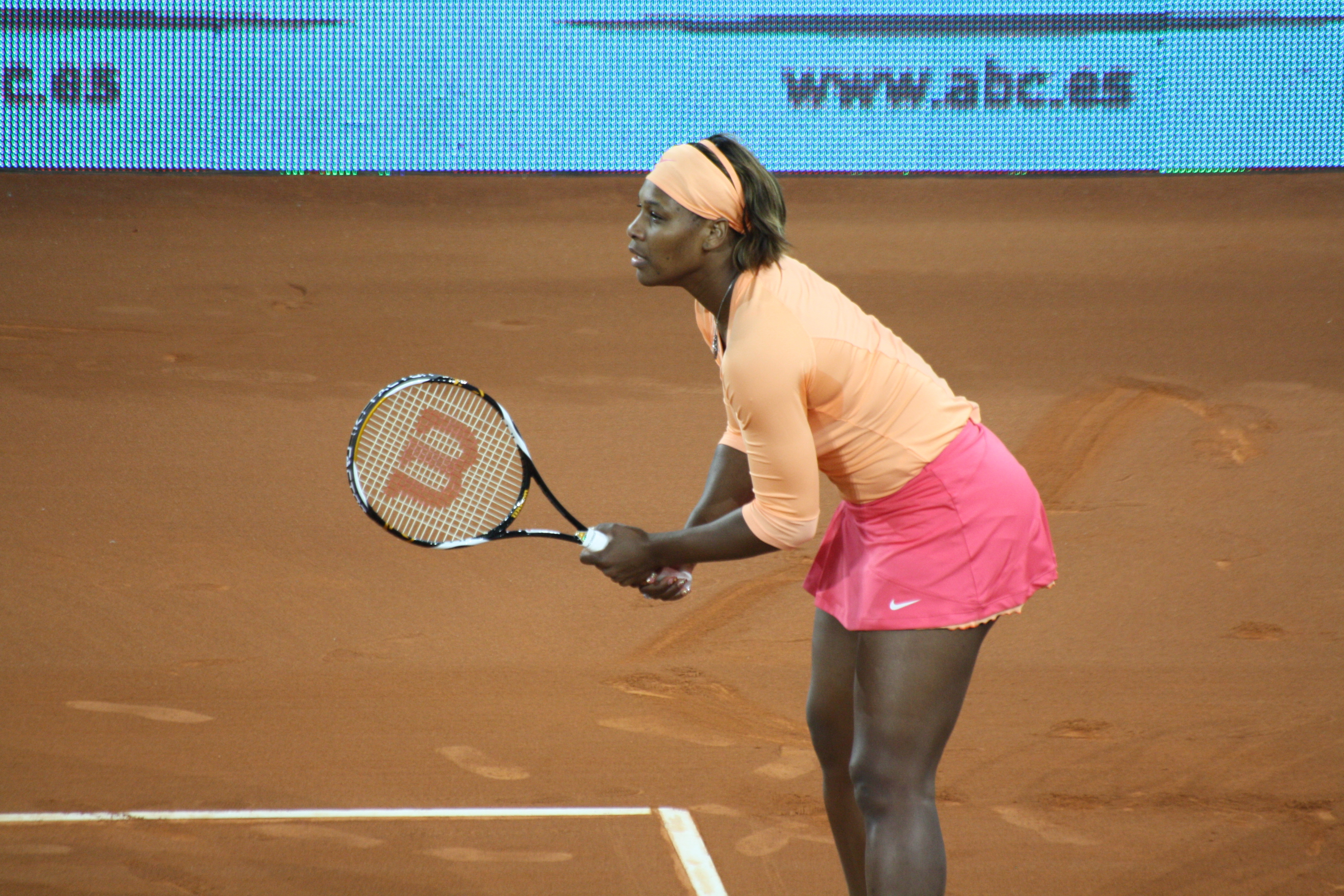
Serena en el Mutua Madrileña Madrid Open de 2010.

Comenzó el año jugando en Sídney como preparación al Abierto de Australia y cayó de forma clara en la final contra Yelena Deméntieva. En Australia, en los cuartos de final se enfrentó con Victoria Azarenka y cuando parecía que perdería (4-6, 0-4) remontó y ganó a la bielorrusa por 4-6, 7-6, 6-2. En semifinales ganó tras dos tie breaks a Na Li. En la final se enfrentó con Justine Henin, que reaparecía tras un tiempo alejada del tenis, y ganó el quinto título de este torneo. El resultado final fue 6-4, 3-6, 6-2 en un partido con muchas alternativas donde los servicios y la falta de competición en este tipo de partidos de la belga marcaron la diferencia. Además también logró el título de dobles haciendo pareja con su hermana Venus al derrotar en la final a Cara Black y Liezel Huber por 6-4, 6-3, logrando así por segundo año consecutivo la victoria en individuales y dobles.
Volvió en mayo para disputar el Masters de Roma en el que fue eliminada en semifinales por Jelena Janković. La siguiente semana disputó el Masters de Madrid pero fue derrotada en dieciseisavos de final ante Nadezhda Petrova. A pesar de estos resultados seguía siendo número uno del mundo, rango que no perdió desde la temporada anterior, y una de las favoritas al título de Roland Garros. Sin embargo, en cuartos de final se enfrentó a Samantha Stosur y fue derrotada por 6-2 6-7(2) y 8-6. En el siguiente Grand Slam del año sin embargo fue derrotando a Anna Chakvetadze, María Sharápova, Li Na o Vera Zvonariova, entre otras, para adjudicarse su cuarto título en el Torneo de Wimbledon. De esta manera consiguió su decimotercer Gran Slam, superando a su compatriota Billie Jean King para colocarse como la sexta tenista con más títulos de la historia. Serena no jugó la serie de torneos previos al Abierto de Estados Unidos, ni el propio torneo por una lesión que se hizo al pisar cristales rotos en un restaurante, lo que ocasionó su pérdida de número 1 en favor de Caroline Wozniacki el 11 de octubre.

### 2011
Debido a la lesión sufrida, no pudo defender los puntos de la final del torneo de Sídney, ni los puntos del título conseguido en el Abierto de Australia, lo cual la hizo perder posiciones, hasta el n.º 12 de la clasificación mundial, su puesto más bajo desde marzo de 2007. El 2 de marzo se confirmó que había sufrido un hematoma como resultado de un tromboembolismo pulmonar, por lo que volverá tras el torneo de Wimbledon.

### 2012

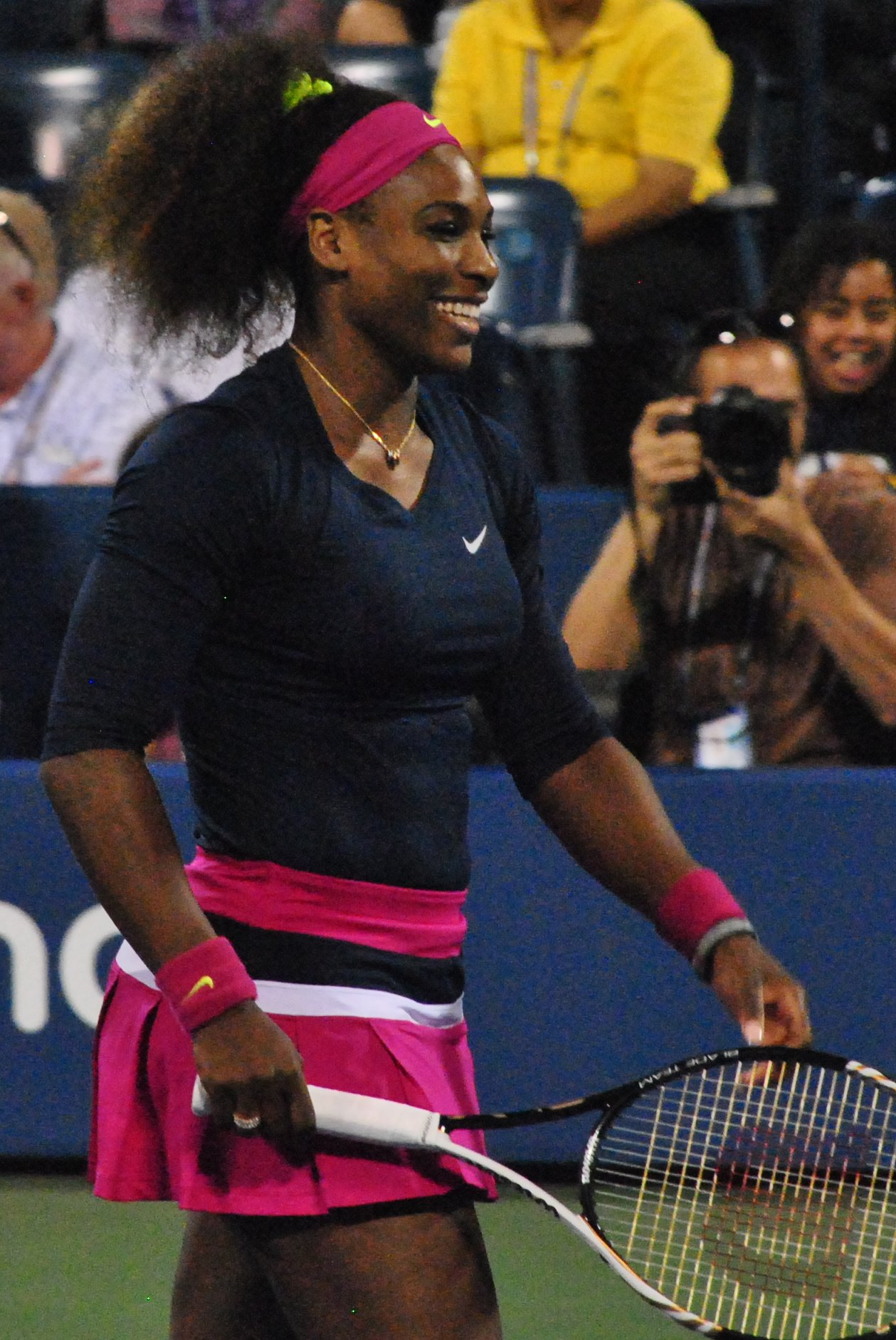
Serena en el Abierto de Estados Unidos en 2012.

Comenzó el año retirándose en los cuartos de Brisbane en el que fue su único torneo antes del Open de Australia donde cayó en cuarta ronda contra Yekaterina Makárova. Después no volvería a jugar hasta finales de marzo en Miami donde sería apeada del torneo en cuartos por Caroline Wozniacki. En abril pasó por encima de todas sus rivales, incluida Šafářová en la final, en Charleston.
En la temporada de tierra comenzada en mayo consigue una meritoria victoria en el torneo de Madrid ya que en el camino al título se deshizo de Wozniacki en octavos, Sharápova en cuartos y Azarenka en la final entre otras. La semana siguiente se retira antes de su partido de semifinales en Roma. En Roland Garros perdió en primera ronda ante Virginie Razzano en una de las mayores sorpresas del torneo.
Sin ninguna preparación apareció directamente en la hierba de Wimbledon donde se hizo con el título tanto en individuales derrotando en la final a la polaca Agnieszka Radwanska como en dobles con su hermana Venus como compañera como acostumbra. En julio viajó a Stanford donde solo Coco Vandeweghe le puso en algunas dificultades en la final (7-5, 6-3).
Rápidamente volvió a Londres donde ganó el oro en individuales derrotando en la final a María Sharápova por un contundente 6-0, 6-1 completando un torneo impecable en el que tan solo cedió 17 juegos y en el cuadro de dobles junto a Venus en los Juegos Olímpicos. En agosto la menor de las Williams jugó en Cincinnati como preparación para el último grande de la temporada donde cayó en cuartos. Dos semanas después comienza a cosechar victorias en el US Open hasta ganar a Victoria Azarenka en una agónica final por 6-2, 2-6, 7-5 cosechando así su decimoquinto grande.
Su último torneo de la temporada fue el WTA Championships en Estambul, Turquía. No perdió un set durante el torneo y venció a rivales incluida a la entonces n.º 1 del mundo Victoria Azarenka en la fase de grupos y en la final a la rusa María Sharápova por 6-4, 6-3. De esta manera ganó este torneo por tercera vez y, con 31 años, se convirtió en la jugadora más veterana en obtenerlo, rompiendo el récord de Martina Navratilova cuyo último título lo consiguió a los 30 años. A pesar de culminar la temporada en el puesto n.º 3, la estadounidense fue la jugadora que más títulos ganó durante el 2012.

### 2013
Inició de manera brillante su temporada, al derrotar en la final de Brisbane a Anastasia Pavliuchénkova 6-2, 6-1; y así ganando por primera vez desde 2002 un evento previo a un Grand Slam. En el Abierto de Australia perdió ante Sloane Stephens en los cuartos de final.
Sin embargo en su siguiente torneo, en Doha, necesitaba pasar a semifinales para alcanzar el n.º 1 del ranking, cosa que logró, pero sin embargo perdió la final precisamente ante la bielorrusa Victoria Azarenka. De esta manera se convirtió en la n.º 1 del mundo con mayor edad en la historia, desplazando el récord de Chris Evert.
Posteriormente ganó su sexto título en Miami, rompiendo el récord que mantenía Steffi Graf, al derrotar en la final a la rusa María Sharápova por 4-6, 6-3, 6-0. Así mismo, pudo defender su título en Charleston venciendo en la final a la serbia Jelena Janković 3-6, 6-0, 6-2.
Siguió con su inmejorable temporada conquistando la tierra de Madrid, este año del normal color rojizo, defendiendo así el título y consolidándose como la número 1 del mundo tras vencer en dos claros sets a la rusa María Sharápova (6-1, 6-4). La norteamericana consigue así el segundo título en la capital española y el número 50 en su carrera en individuales. La jugadora llega en una excepcional forma al ecuador de la temporada sumando en total 25 victorias y tan solo 2 derrotas.
La número uno del mundo y cinco veces campeona en el verde londinense cayó en octavos de final ante Sabine Lisicki y deja vacante su trono en Londres. Serena cayó por cuarta vez en su carrera antes de los cuartos de final en Wimbledon. La alemana resolvió el encuentro en la Pista Central del All England Tennis Club al vencer a la estadounidense con un marcador de 6-2, 1-6 y 6-4 tras dos horas y cinco minutos. A su vez, acaba con la racha de 34 victorias consecutivas.
En la final del Abierto de Estados Unidos, Serena jugó ante la número dos del mundo, la bielorrusa Victoria Azarenka venciéndola por un parcial de 7-5, 6-7(6) y 6-1 logrando de esta manera su 17.º título de Grand Slam.
En el torneo de cierre de la temporada el WTA Tour Championships llega invicta a la final para derrotar a la china Na Li por (2-6, 6-3, 6-0) logrando su segundo título consecutivo y el cuarto de su carrera.

### 2017
Serena comenzó su temporada 2017 al participar en el Torneo de Auckland por primera vez en su carrera. Ella derrotó a Pauline Parmentier para ganar su primer partido jugado desde el US Open. En la segunda ronda, sin embargo, Williams sorprendentemente perdió ante Madison Brengle. Williams mostró su forma superior desde el comienzo del Abierto de Australia. Serena venció a Belinda Bencic, Lucie Šafářová, Johanna Konta, entre otras, en la octava final del Abierto de Australia. El 28 de enero de 2017, Williams ganó el Abierto de Australia por séptima vez un récord en la Era Abierta, derrotando a su hermana, Venus. Este fue su título 23.º en singles de Grand Slam, superando el récord de Steffi Graf de 22. Fue la primera vez en la Era Abierta que dos jugadoras de 35 años o más jugaban la final de un torneo de Grand Slam. La victoria garantizó su regreso al número uno del mundo. Posteriormente Serena se retiró de Indian Wells y Miami, citando una lesión en la rodilla. Sin embargo, el 20 de abril de 2017, reveló que estaba embarazada de 20 semanas, y se perdería el resto de la temporada. Los tiempos significan que ella habría estado aproximadamente ocho semanas de embarazo al ganar el Abierto de Australia y por el cual tuvo que dejar las canchas por cerca de 3 años.

### 2021
En Campeonato de Wimbledon 2021, Serena Williams jugó ante la bielorrusa Aliaksandra Sasnóvich, donde se retiraba tras estar empatado a 3 en el primer set por la primera ronda del torneo, tras una dolencia que le dejara al borde de las lágrimas.
Tras no poder superar sus problemas de los isquiotibiales, no pudo participar en el Abierto de Estados Unidos 2021, que arrancó el lunes 20 de agosto del 2021 y dio por terminada la temporada 2021 de tenis.

### 2022
En diciembre del 2021, Williams anunció que no jugaría el Abierto de Australia 2022, citando la misma lesión en la pierna. En marzo del 2022, ocupó el puesto 241 del ranking de la WTA, un el puesto más bajo que estaba ella desde 1997, cuando estaba en la posición 304.
Pasó gran parte de principios de 2022 promocionando la película Rey Ricardo sobre su padre con sus hermanas. Apareció en varias ceremonias de premiación, incluida la 94.ª edición de los Premios de la Academia.
Williams volvió al juego profesional en junio de 2022 cuando se unió con Ons Jabeur en el Eastbourne International ya que no participó en el Torneo de Roland Garros 2022. La pareja venció a Sara Sorribes Tormo y Marie Bouzková en la primera ronda, ya Shuko Aoyama y Chan Hao-ching en la segunda. Posteriormente, la pareja se retiró del torneo debido a una lesión sufrida por Jabeur. Williams también participó en el Campeonato de Wimbledon 2022 en individuales, habiendo aceptado un comodín después de caer al puesto 1204 en la clasificación de individuales, el más bajo en su espectacular carrera. Perdió ante Harmony Tan en la primera ronda en un partido de más de 3 horas, el más largo hasta ahora en el torneo.
En agosto, Williams participa en el Abierto de Canadá de 2022, utilizando una clasificación especial. Venció a Nuria Párrizas Díaz en sets seguidos para su primera victoria individual en 14 meses, pero caería en dieciseisavos de final del torneo ante la suiza Belinda Bencic por 6-2, 6-4. Debuta en el Abierto de Cincinnati 2022 en primera ronda ante la británica Emma Raducanu, perdiendo por 6-4, 6-0 en apenas 56 minutos de partido.
El 29 de agosto del 2022, comienza la andadura final de su espectacular carrera en la primera ronda del Abierto de Estados Unidos 2022, derrotando en 1 hora y 25 minutos de partido de forma accidentada a la montenegrina Danka Kovinic por un doble 6-3.
En el partido de la segunda ronda del Abierto de los Estados Unidos, derrotó en casi 2 horas de partido ante la estonia Anett Kontaveit, número 2 del mundo en su primer enfrentamiento por 7-6(4), 2-6 y 6-2.
El 8 de agosto, Williams escribió un artículo para Vogue, en el que anunció sus planes de 'evolucionar lejos' del tenis después del US Open, sugiriendo el retiro.
El 2 de septiembre del 2022, se retira del tenis profesional tras 25 años de espectacular carrera, perdiendo ante la australiana Ajla Tomljanović por 5-7, 7-6(4) y 1-6 en la tercera ronda del Abierto de los Estados Unidos.

### 2023
El 8 de enero se bautizó públicamente como testigo de Jehová.

## Récords y logros
| Torneo                        | 1995         | 1996         | 1997         | 1998         | 1999         | 2000         | 2001         | 2002         | 2003         | 2004         | 2005         | 2006         | 2007         | 2008         | 2009         | 2010         | 2011         | 2012         | 2013         | 2014         | 2015         | 2016         | 2017         | 2018         | 2019         | 2020         | 2021         | 2022         | Carrera     | G-P         |
| ----------------------------- | ------------ | ------------ | ------------ | ------------ | ------------ | ------------ | ------------ | ------------ | ------------ | ------------ | ------------ | ------------ | ------------ | ------------ | ------------ | ------------ | ------------ | ------------ | ------------ | ------------ | ------------ | ------------ | ------------ | ------------ | ------------ | ------------ | ------------ | ------------ | ----------- | ----------- |
| Australian Open               | A            | A            | A            | 2R           | 3R           | 4R           | CF           | A            | G            | A            | G            | 3R           | G            | CF           | G            | G            | A            | 4R           | CF           | 4R           | G            | F            | G            | A            | CF           | 3R           | SF           | A            | 7 / 20      | 92-13       |
| Roland Garros                 | A            | A            | A            | 4R           | 3R           | A            | CF           | G            | SF           | CF           | A            | A            | CF           | 3R           | CF           | CF           | A            | 1R           | G            | 2R           | G            | F            | A            | 4R           | 3R           | 2R           | 4R           | A            | 3 / 19      | 69-14       |
| Wimbledon                     | A            | A            | A            | 3R           | A            | SF           | CF           | G            | G            | F            | 3R           | A            | CF           | F            | G            | G            | 4R           | G            | 4R           | 3R           | G            | G            | A            | F            | F            | NC           | 1R           | 1R           | 7 / 21      | 98-14       |
| US Open                       | A            | A            | A            | 3R           | G            | CF           | F            | G            | A            | CF           | 4R           | 4R           | CF           | G            | SF           | A            | F            | G            | G            | G            | SF           | SF           | A            | F            | F            | SF           | A            | 3R           | 6 / 21      | 106-14      |
| Participaciones               | 0 / 0        | 0 / 0        | 0 / 0        | 0 / 4        | 1 / 3        | 0 / 3        | 0 / 4        | 3 / 3        | 2 / 3        | 0 / 3        | 1 / 3        | 0 / 2        | 1 / 4        | 1 / 4        | 2 / 4        | 2 / 4        | 0 / 4        | 2 / 4        | 2 / 4        | 1 / 4        | 3 / 4        | 1 / 4        | 1 / 1        | 0 / 3        | 0 / 4        | 0 / 0        | 0 / 3        | 0 / 2        | 23 / 81     | 23 / 81     |
| G-P                           | 0-0          | 0-0          | 0-0          | 8-4          | 11-2         | 12-3         | 18-4         | 21-0         | 19-1         | 14-3         | 12-2         | 5-2          | 19-3         | 19-3         | 23-2         | 18-1         | 9-2          | 17-2         | 21–2         | 13–3         | 26–1         | 24–3         | 7-0          | 15-2         | 18-4         | 8-3          | 8-3          | 2-2          | 367–56      | 367–56      |
| Juegos Olímpicos              |              |              |              |              |              |              |              |              |              |              |              |              |              |              |              |              |              |              |              |              |              |              |              |              |              |              |              |              |             |             |
| Juegos Olímpicos              | NC           | A            | No celebrado | No celebrado | No celebrado | A            | No celebrado | No celebrado | No celebrado | A            | No celebrado | No celebrado | No celebrado | CF           | No celebrado | No celebrado | No celebrado | G            | No celebrado | No celebrado | No celebrado | 3R           | No celebrado | No celebrado | No celebrado | No celebrado | A            | NC           | 1 / 3       | 11-2        |
| Copa Fed                      | A            | A            | A            | A            | G            | A            | A            | A            | F            | A            | A            | A            | SF           | A            | A            | A            | A            | PO           | PO           | A            | PO           | A            | A            | F            | A            | QR           | A            | A            | 1 / 4       | 14–1        |
| Torneos Finales de Año        |              |              |              |              |              |              |              |              |              |              |              |              |              |              |              |              |              |              |              |              |              |              |              |              |              |              |              |              |             |             |
| WTA Tour Championships        | A            | A            | A            | A            | A            | A            | G            | F            | A            | F            | A            | A            | RR           | RR           | G            | A            | A            | G            | G            | G            | A            | A            |              |              |              | NC           |              |              | 5 / 9       | 29–6        |
| Torneos WTA Premier Mandatory |              |              |              |              |              |              |              |              |              |              |              |              |              |              |              |              |              |              |              |              |              |              |              |              |              |              |              |              |             |             |
| Indian Wells                  | A            | A            | PC           | A            | G            |              | G            | A            | A            | A            | A            | A            | A            | A            | A            | A            | A            | A            | A            | A            | SF           | F            | A            | 3R           | 3R           | NC           | A            | A            | 2 / 7       | 26-4        |
| Miami                         | A            | A            | A            | CF           | F            | 4R           | CF           | G            | G            | G            | CF           | A            | G            | G            | F            | A            | A            | CF           | G            | G            | G            | 4R           | A            | 1R           | 3R           | NC           | A            | A            | 8 / 18      | 76-9        |
| Madrid                        | No celebrado | No celebrado | No celebrado | No celebrado | No celebrado | No celebrado | No celebrado | No celebrado | No celebrado | No celebrado | No celebrado | No celebrado | No celebrado | No celebrado | 1R           | 3R           | A            | G            | G            | CF           | SF           | A            | A            | A            | A            | NC           | A            | A            | 2 / 6       | 24–3        |
| Pekín                         | No celebrado | No celebrado | No celebrado | No celebrado | No celebrado | No celebrado | No celebrado | No celebrado | No celebrado | No Tier I    | No Tier I    | No Tier I    | No Tier I    | No Tier I    | 3R           | A            | A            | A            | G            | CF           | A            | A            | A            | A            | A            | NC           | NC           | NC           | 1 / 3       | 11-1        |
| Torneos WTA Premier 5         |              |              |              |              |              |              |              |              |              |              |              |              |              |              |              |              |              |              |              |              |              |              |              |              |              |              |              |              |             |             |
| Dubái                         | No celebrado | No celebrado | No celebrado | No celebrado | No celebrado | No celebrado | No Tier I    | No Tier I    | No Tier I    | No Tier I    | No Tier I    | No Tier I    | No Tier I    | No Tier I    | SF           | A            | A            | No P5        | No P5        | No P5        | A            | NP5          | A            | A            | A            | A            | A            | A            | 0 / 1       | 3–1         |
| Doha                          | No celebrado | No celebrado | No celebrado | No celebrado | No celebrado | No celebrado | No Tier I    | No Tier I    | No Tier I    | No Tier I    | No Tier I    | No Tier I    | No Tier I    | A            | NC           | NC           | NP5          | A            | F            | A            | NP5          | A            | NP5          |              |              |              |              |              | 0 / 1       | 4–1         |
| Roma                          | A            | A            | A            | CF           | CF           | A            | A            | G            | SF           | SF           | 2R           | A            | CF           | CF           | 2R           | SF           | A            | SF           | G            | G            | 3R           | G            | A            | A            | 2R           | A            | 2R           | A            | 4 / 17      | 44–9        |
| Montreal/Toronto              | A            | A            | A            | A            | A            | F            | G            | A            | A            | A            | 3R           | A            | A            | A            | SF           | A            | G            | A            | G            | SF           | SF           | A            | A            | A            | F            | NC           | A            | 2R           | 3 / 10      | 35–6        |
| Cincinnati                    | No celebrado | No celebrado | No celebrado | No celebrado | No celebrado | No celebrado | No celebrado | No celebrado | No celebrado | No Tier I    | No Tier I    | No Tier I    | No Tier I    | No Tier I    | 3R           | A            | 2R           | CF           | F            | G            | G            | A            | A            | 2R           | A            | 3R           | A            | 1R           | 2 / 9       | 20–6        |
| Tokio                         | A            | A            | A            | A            | A            | A            | A            | A            | A            | A            | A            | A            | A            | A            | A            | A            | A            | A            | A            | No Premier 5 | No Premier 5 | No Premier 5 | No Premier 5 |              |              |              |              |              | 0 / 0       | 0-0         |
| Torneos anteriores WTA Tier I |              |              |              |              |              |              |              |              |              |              |              |              |              |              |              |              |              |              |              |              |              |              |              |              |              |              |              |              |             |             |
| Charleston                    | A            | A            | A            | A            | A            | A            | A            | CF           | F            | 3R           | A            | A            | 2R           | G            | A            | A            | A            | G            | G            | No Tier I    | No Tier I    | No Tier I    | No Tier I    | No Tier I    | No Tier I    | No Tier I    | No Tier I    | No Tier I    | 3 / 6       | 22-3        |
| Berlín                        | A            | A            | A            | A            | CF           | A            | A            | F            | A            | A            | A            | A            | A            | CF           | No celebrado | No celebrado | No celebrado | No celebrado | No celebrado | No celebrado | No celebrado | No celebrado | No celebrado | No celebrado | No celebrado | No celebrado |              |              | 0 / 3       | 7-2         |
| Moscú                         | A            | A            | 1R           | A            | A            | A            | A            | A            | A            | A            | A            | A            | F            | No celebrado | No celebrado | No celebrado | No celebrado | No celebrado | No celebrado | No celebrado | No celebrado | No celebrado | No celebrado | No celebrado | No celebrado | No celebrado | No celebrado | No celebrado | 0 / 2       | 3-2         |
| San Diego                     | A            | A            | A            | A            | A            | A            | A            | A            | A            | CF           | A            | A            | A            | No celebrado | No celebrado | No celebrado | No celebrado | No celebrado | No celebrado | No celebrado | No celebrado | No celebrado | No celebrado | No celebrado | No celebrado | No celebrado | No celebrado | No celebrado | 0 / 1       | 2-1         |
| Zúrich                        | A            | A            | A            | A            | A            | A            | A            | A            | A            | A            | A            | A            | 1R           | A            | No celebrado | No celebrado | No celebrado | No celebrado | No celebrado | No celebrado | No celebrado | No celebrado | No celebrado | No celebrado | No celebrado | No celebrado | No celebrado | No celebrado | 0 / 1       | 0-1         |
| Torneos jugados               | 1            | 0            | 5            | 11           | 12           | 11           | 10           | 13           | 7            | 12           | 10           | 4            | 12           | 13           | 16           | 6            | 6            | 13           | 15           | 16           | 11           | 8            | 2            | 7            | 8            | 6            | 6            | 4            | 210         | 210         |
| Finales jugadas               | 0            | 0            | 0            | 0            | 6            | 5            | 4            | 10           | 5            | 5            | 1            | 0            | 3            | 5            | 4            | 3            | 3            | 7            | 13           | 7            | 5            | 5            | 1            | 2            | 3            | 1            | 0            | 0            | 91          | 91          |
| Torneos ganados               | 0            | 0            | 0            | 0            | 5            | 3            | 3            | 8            | 4            | 2            | 1            | 0            | 2            | 4            | 3            | 2            | 2            | 7            | 11           | 7            | 5            | 2            | 1            | 0            | 0            | 1            | 0            | 0            | 71          | 71          |
| Dura                          | 0-1          | 0-0          | 2–2          | 19–7         | 29–4         | 25–5         | 30–5         | 25–2         | 15–0         | 23-5         | 16–4         | 12-4         | 22–4         | 27–5         | 39–8         | 10-1         | 18-1         | 28-3         | 47-3         | 41-5         | 30-2         | 20-5         | 8-1          | 9-5          | 16-4         | 16-5         | 8-1          | 3-3          |             | 541–95      |
| Tierra batida                 | 0-0          | 0-0          | 0-0          | 6-2          | 7-3          | 0-1          | 4-1          | 17-2         | 12-3         | 10-3         | 2-2          | 0-0          | 6-3          | 11-2         | 4–4          | 8-3          | 0-0          | 17-1         | 28-0         | 9–2          | 16-1         | 11-1         | 0-0          | 3-0          | 3-1          | 1-0          | 4-3          | 0-0          |             | 179–38      |
| Hierba                        | 0-0          | 0-0          | 0-0          | 4-2          | 0-0          | 5-1          | 4-1          | 7-0          | 7-0          | 6-1          | 2-1          | 0-0          | 4-1          | 6-1          | 7–0          | 7-0          | 4-2          | 13-0         | 3-1          | 2–1          | 7-0          | 7-0          | 0-0          | 6-1          | 6-1          | 0-0          | 0-1          | 0-1          |             | 107–16      |
| Moqueta                       | 0-0          | 0-0          | 7-3          | 0-0          | 5–0          | 7-1          | 0-0          | 7-1          | 4-0          | 0-0          | 1-0          | 0-0          | 3-2          | 0-0          | 0-0          | 0-0          | 0-0          | 0-0          | 0-0          | 0–0          | 0-0          | 0–0          |              |              |              |              |              |              |             | 34–7        |
| Total G-P                     | 0-1          | 0-0          | 9-5          | 29-11        | 41-7         | 37-8         | 38-7         | 56-5         | 38-3         | 39-9         | 21-7         | 12-4         | 35-10        | 44–8         | 50–12        | 25–4         | 22–3         | 58–4         | 78–4         | 52–8         | 53–3         | 38–6         | 8-1          | 18-6         | 25-6         | 17-5         | 12-5         | 3-4          |             | 849–152     |
| Victorias (%)                 | 0%           | -            | 64%          | 72%          | 85%          | 82%          | 84%          | 92%          | 92%          | 81%          | 75%          | 75%          | 78%          | 85%          | 81%          | 86%          | 88%          | 94%          | 95%          | 84%          | 95%          | 86%          | 89%          | 75%          | 81%          | 77%          | 71%          | 43%          | 84.82%      | 84.82%      |
| Ranking                       | -            | -            | 99           | 20           | 4            | 6            | 6            | 1            | 3            | 7            | 11           | 95           | 7            | 2            | 1            | 4            | 12           | 3            | 1            | 1            | 1            | 2            | 22           | 16           | 10           | 11           | 41           |              | $94,816,730 | $94,816,730 |

- A = Ausente, no participó en el torneo
- G = ganadora del torneo
- F = finalista
- SF = semifinalista
- CF = cuartos de final
- G-P = Ganados/Perdidos
- PC = perdido en clasificatoria

## Copa Federación
Ha disputado la Copa Federación un total de 4 años (1999, 2003, 2007, 2012) y 11 partidos ganando todos ellos. En 1999 jugó la semifinal contra Italia ganando su partido de individuales contra Rita Grande y el partido de dobles junto a su hermana. También jugó el partido de dobles de la final junto a su hermana Venus proclamándose juntas campeonas (6-2 y 6-1) de la copa ante Rusia por 4-1 estando el equipo compuesto por ellas dos y Lindsay Davenport.
En 2003 volvió a participar, esta vez en la primera ronda contra la República Checa, ella ganó los tres partidos que disputó (dos individuales y el dobles con su hermana) para ganar Estados Unidos por 5-0. El resto de eliminatorias no las jugó y los Estados Unidos solo pudo quedar segunda después de caer derrotadas por 4-1 ante Francia. En el año 2007 ha jugado en los cuartos de final contra el equipo nacional belga donde las americanas ganaron por un aplastante 5-0, jugando Serena su partido individual contra Caroline Maes y ganando por 6-1 y 6-4.
En 2012 se presentó en dos rondas de la Fed Cup con el objetivo de clasificar a los Juegos Olímpicos, formando parte del equipo junto a Christina McHale, Venus Williams y Liezel Huber que derrotó a Bielorrusia en Massachusetts dentro del Grupo I Mundial. Luego participó versus Ucrania como visitante para ayudar a que Estados Unidos vuelva al Grupo Mundial, objetivo que cumplió el equipo. En ambas participaciones Serena ganó todos sus partidos.

## Juegos Olímpicos

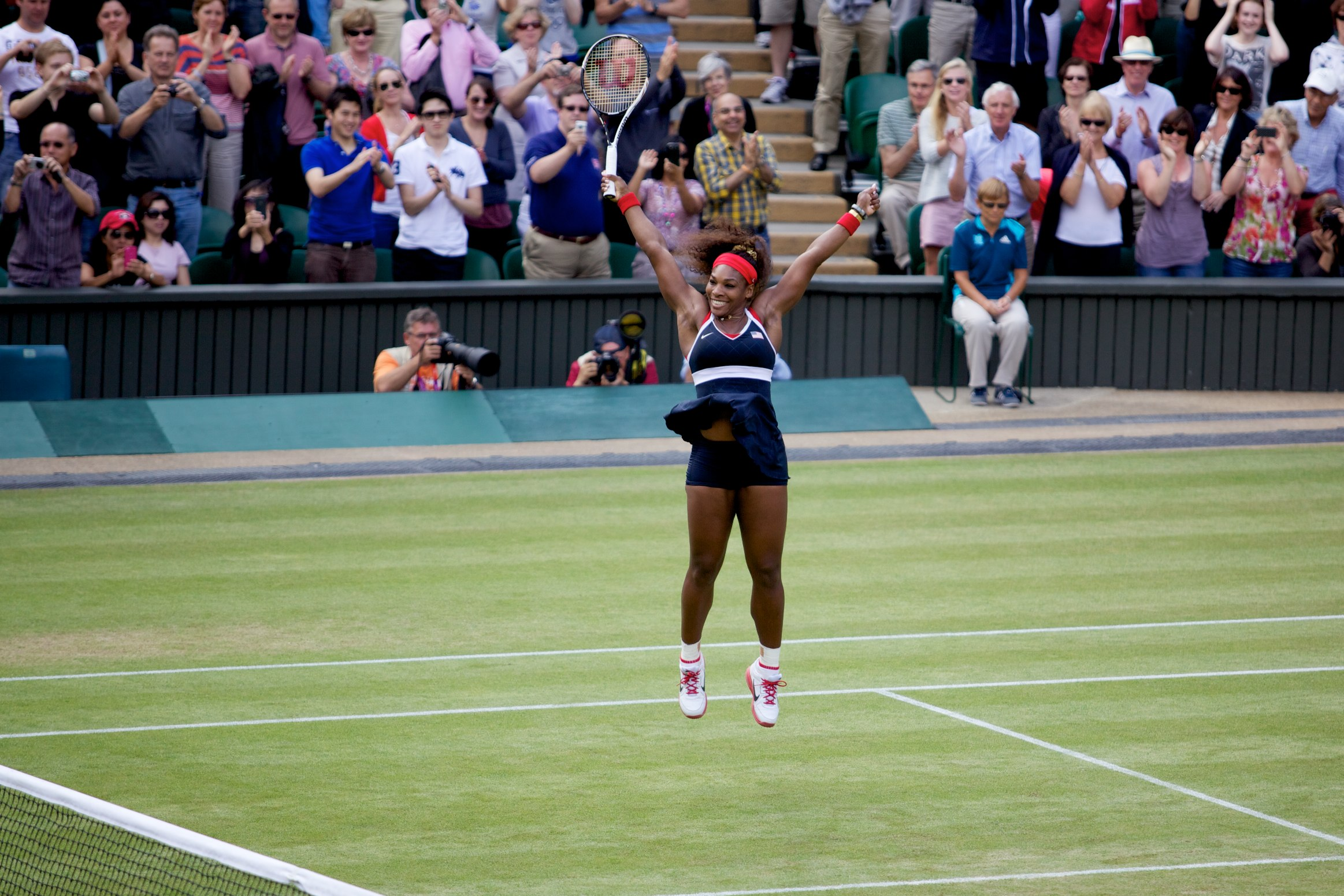
Serena tras ganar el oro olímpico en Londres 2012.

En los Juegos Olímpicos de Sídney 2000 Serena no participó en la categoría individual y solo fue seleccionada para jugar el dobles junto a su hermana Venus. El equipo americano estaba compuesto para los individuales por Lindsay Davenport (eliminada en 2.ª ronda), Monica Seles (medalla de bronce) y Venus Williams (ganadora y medalla de oro individual) y para los dobles también Serena.
En los dobles se enfrentaron al equipo canadiense en primera ronda ganando por 6-3 y 6-1. La siguiente ronda las enfrentó con el equipo ruso formado por Yelena Líjovtseva y Anastasia Mýskina ganando por 4-6, 6-2 y 6-3 accediendo de esta forma a los cuartos de final donde se vieron las caras con Amélie Mauresmo y Julie Halard-Decugis ganando por 6-3 y 6-2. En las semifinales se enfrentaban el equipo neerlandés contra el bielorruso y el americano contra las belgas (Els Callens y Dominique Monami). El resultado fue 6-4 y 6-1 para cruzarse en la final contra las holandesas Kristie Boogert y Miriam Oremans a las cuales ganaron por un rápido 6-1 y 6-1 adjudicándose de esta manera el oro olímpico .
En el año 2004 Serena quería participar en los Juegos Olímpicos de Atenas pero fue un año plagado de lesiones. Renunció al Abierto de Australia por la rodilla, en San Diego sufrió otra lesión en la rodilla izquierda y finalmente el 1 de agosto anunciaría la renuncia a participar en el Masters de Canadá y posteriormente su renuncia a los Juegos Olímpicos. Finalmente el equipo estadounidense estuvo compuesto por su hermana Venus, Lisa Raymond y Chanda Rubin siendo eliminadas las tres en octavos de final. En el dobles Venus y Rubin fueron eliminadas en primera ronda y Raymond y Martina Navratilova en cuartos de final.
En los Juegos Olímpicos de Pekín 2008, Serena cayó en la categoría individual en cuartos de final ante la rusa Yelena Deméntieva, vencedora final del torneo, y alcanzó la final en la categoría de dobles junto a su hermana Venus, donde derrotaron a Virginia Ruano y Anabel Medina, alzándose con su segundo oro olímpico. En los Juegos Olímpicos de Londres 2012, la menor de las Williams, ganaría su primer oro olímpico en individuales al vencer contundentemente a la rusa María Sharápova por 6-0 y 6-1. De esta forma logró alcanzar el Golden Slam en su carrera, obtener los cuatro Grand Slams y el oro olímpico. Además defendió con éxito junto a su hermana Venus el título olímpico de dobles femenino .
En los Juegos Olímpicos de Río 2016 Serena cayó en 3.ª ronda en singles ante Elina Svitolina. En dobles junto a Venus Williams cayeron en 1.ª ronda frente a Barbora Strýcová y Lucie Safarova. Esta fue su 1.ª derrota como pareja en unos Juegos Olímpicos
El 27 de junio de 2021, anunció que no va a disputar los Juegos Olímpicos de Tokio 2020, aduciendo razones personales desconocidas, sumándose a Rafael Nadal que hace 3 semanas anunciaba también que no ira a disputar la cita olímpica ecuménica.

## Lesiones

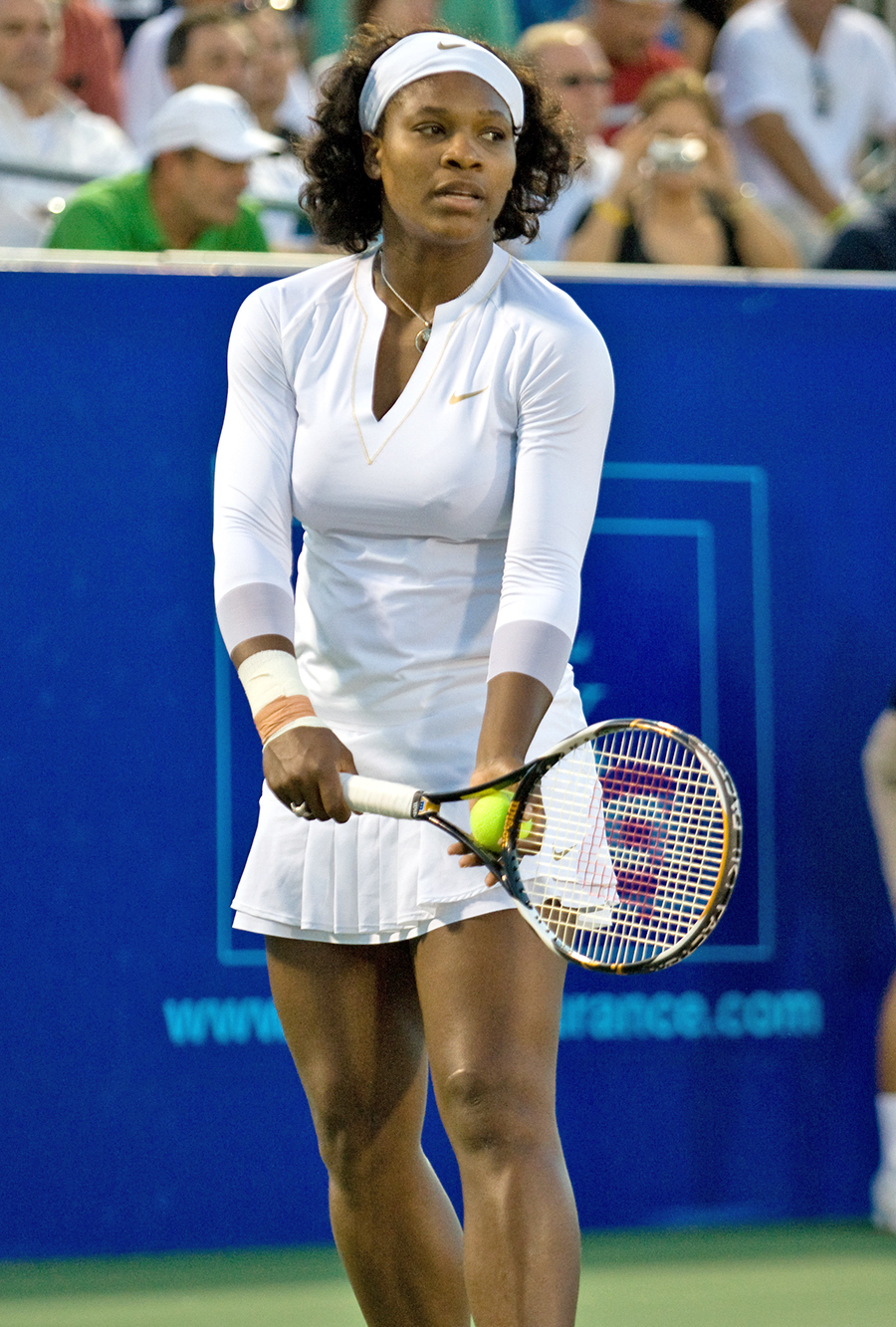
Serena en julio de 2008.

En el final de la temporada de 1999 los médicos la forzaron a parar de competir porque comenzaba a tener problemas de salud debido al acumulamiento de partidos. Se retiró del torneo de Hilton Head con una tendinitis en la rodilla derecha e izquierda y también se retiró en el Abierto de Alemania por una torcedura en el codo derecho, pero el peor momento del año fue cuando tuvo que renunciar a jugar en Wimbledon por una gran gripe y a renunciar al WTA Tour Championships (al cual se clasificaba por primera vez) por una lesión que se produjo entrenando.
Pero el año 2000 fue todavía peor por sus constantes problemas de salud y de lesiones. En el segundo torneo en el que participaba en París se lesionó en la final, en el segundo set ante Natalie Tauziat en el ligamento de la rodilla derecha aunque unos días después pudo jugar y ganar el torneo de Hannover. La peor lesión de la temporada fue en Amelia Island cuando tuvo que retirarse en segunda ronda debido a una rotura del menisco de su pie izquierdo. Después de esta lesión decidió esperar a recuperarse bien y retornó tres meses después en el Torneo de Wimbledon donde llegó hasta semifinales totalmente recuperada. En agosto se volvió a lesionar, esta vez para un mes y fue en la final del Abierto de Canadá. Cuando estaba dominando el partido por 6-0 uno de los huesos de la base del pie izquierdo se inflamó, perdiendo el segundo set por 6-3 y teniendo que retirarse en el tercero. Retornó para el Abierto de los Estados Unidos pero se tuvo que retirar definitivamente del torneo en las semifinales del doble a causa de los problemas. Volvió un mes más tarde para ganar la Copa Toyota.
En el siguiente año (2001) jugó en Sídney y en Australia pero tuvo que renunciar al torneo de París por fatiga y al torneo de Scottsdale por tener gripe. Después de casi dos meses retornó para ganar en Indian Wells y llegar a los cuartos de Miami pero tuvo que renunciar a Charleston, a Roma y a Madrid por lesiones en la rodilla. En 2002 no pudo disputar el Abierto de Australia debido a una lesión de tobillo producida jugando el torneo de Sídney en el cual tuvo que retirarse en semifinales cuando el partido iba 5-4. Retornó 2 meses después para ganar en Scottsdale y Miami y completar su mejor temporada en el circuito.
En el 2003 continuó con su buena racha de resultados acumulando 21 victorias seguidas en el circuito hasta perder contra Justine Henin en la final de Charleston pero desafortunadamente se volvió a lesionar en la rodilla durante el partido de dobles de Wimbledon y se vio obligada a renunciar al resto de la temporada (después del partido de dobles que perdieron en dieciseisavos de final por 6-3, 3-6 y 7-5 no ha vuelto a jugar en dobles hasta el Wimbledon de 2007).
Después de terminar dicho Wimbledon se recuperó de una pequeña operación en la rodilla (renunció al Abierto de Australia) y volvió al circuito ganando en Miami en su primer torneo del año 2004. En agosto disputando el torneo de San Diego se lesionó la rodilla izquierda provocando su retirada del torneo y las posteriores renuncias a Canadá y Juegos Olímpicos aunque pudo disputar el resto de Grand Slams. Al final de la temporada unos problemas en el estómago la provocaron el perder cualquier posibilidad de ganar el WTA Tour Championships.
En el año 2005 disputó Wimbledon con molestias y con una fractura por estrés en el tobillo, lesión que se volvería a repetir a final de año sumado a problemas en la rodilla forzándola a dejar de jugar durante el fin de la temporada. En 2006 volvería a renunciar a disputar varios de los más importantes torneos del año entre ellos Roland Garros y Wimbledon por una lesión crónica en la rodilla por la cual participaría solo en unos pocos torneos hasta la disputa del Abierto de Australia del 2007 después de 4 meses de inactividad.
En Wimbledon otra vez se lesiona, causa por la cual juega mermada los cuartos de final del torneo contra la número 1, Justine Henin y por la cual se retira también de los dobles que jugaba con su hermana Venus. Su retorno fue directamente para el Abierto de Estados Unidos, dos meses más tarde. En octubre del 2007 disputó el torneo de Zúrich y en la primera ronda ante Patty Schnyder se retiró como consecuencia de una lesión en el muslo derecho. En noviembre retornaría para jugar el Masters femenino en Madrid y en su primer partido volvería a retirarse debido a una lesión de la rodilla izquierda.

## Fuera de las pistas

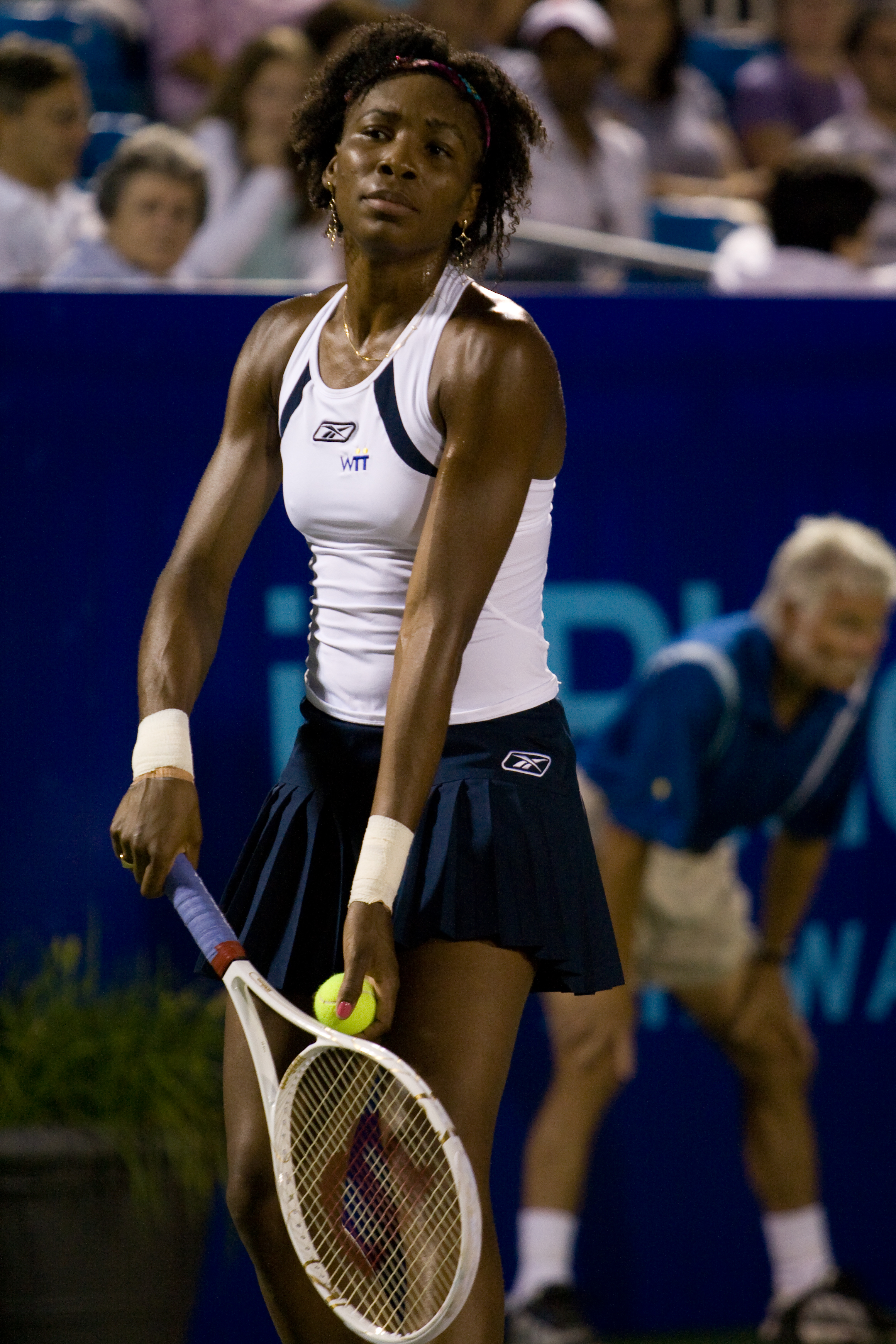
Su hermana Venus Williams.

En el año 1999 cuando empezaba a destacar en el circuito WTA ganando títulos de renombre recibió una oferta importante de la marca deportiva Puma, la cual aceptó y le supuso ganar 12 millones de dólares. A finales del año 2003 surgió la noticia de que finalizaba el contrato de Puma y Serena iba a firmar un nuevo contrato con Nike. Finalmente Serena firmó para comenzar a vestir la marca deportiva Nike a partir del 2004 por 40 millones de dólares en 5 años.
Hizo estudios de Arte en el Instituto de Florida, lo que la llevó a otro de sus negocios. Modela ropa para su propia marca, llamada Aneres (Serena al revés), cuyos modelos hemos podido ver a lo largo de los años en los distintos torneos, ya que ella misma diseña la ropa con la que disputa los partidos. En una entrevista concedida al periódico Los Angeles Times dijo: "Nunca he considerado el tenis como mi única salida. Siempre me ha gustado hacer diferentes cosas cuando yo era más joven. Realmente nunca me gustó centrar todo en el tenis". Asimismo ha realizado varias apariciones en televisión (como docenas de spots publicitarios) y ha hecho pequeños papeles como por ejemplo en la película Pixels, o en un episodio de "Law & Order: Special Victims Unit", "Hair Show", "ER" y "Loonatics Unleashed".
En octubre de 2014, una controversia involucró a Serena y a su hermana cuando el presidente de la Federación Rusa de Tenis, Shamil Tarpishev, puso en duda el género de éstas al decir que las tenistas eran "hermanos". Aunque luego Tarpishev afirmó que era una broma y emitió una disculpa formal a las hermanas, la WTA lo multó con 25.000 dólares.
En 2015 salió en la película Pixeles como ella misma.
En 2016 salió en el vídeo Sorry del nuevo álbum de Beyonce, Lemonade.
En 2017 se sumó a la campaña reivindicativa sobre la igualdad salarial para las mujeres negras, jornada que se celebra el 31 de julio, denunciando que "la brecha salarial entre hombres y mujeres golpea a las mujeres negras más fuerte".
En 2022 la empresa de capital riesgo en fase inicial de Serena Williams, Serena Ventures, ha recaudado un fondo inaugural de 111 millones de dólares que invertirá en fundadores con diversos puntos de vista.  (enlace roto disponible en Internet Archive; véase el historial, la primera versión y la última).